# Torneo Federal A 2025
El Torneo Federal A 2025 es la decimotercera edición del certamen perteneciente a la tercera categoría para los clubes indirectamente afiliados a la AFA, en el que participan treinta y ocho equipos. Comenzó el 14 de marzo y finalizaría en diciembre.
Los nuevos participantes son los dos equipos descendidos de la Primera Nacional 2024: Guillermo Brown, que vuelve a la categoría luego de su última participación en la temporada 2014, y Atlético de Rafaela, que participa por primera vez del certamen y vuelve a la categoría después de su última intervención en el Torneo del Interior 1988-89. A ellos se les agregan los cuatro equipos ascendidos del Torneo Regional Federal Amateur 2024-25: Costa Brava, de General Pico, y Gimnasia y Esgrima, de Chivilcoy, ambos debutantes en la categoría; Ben Hur, de Rafaela, que regresa después de su última participación en la temporada 2009-10; Bartolomé Mitre, de Posadas, que participa por primera vez del certamen y regresa a la categoría después de su última participación en el Torneo del Interior 1994-95. Por otra parte, Deportivo Camioneros renunció a su plaza en este torneo para elegir participar de la Primera C, luego de ascender desde el Torneo Promocional Amateur.

## Ascensos y descensos

### Equipos salientes
| Cond.            | Descendidos del Torneo Federal A 2024 |
| ---------------- | ------------------------------------- |
| Primer descenso  | Sansinena                             |
| Segundo descenso | Ferro Carril Oeste (GP)               |
| Tercer descenso  | Defensores de Pronunciamiento         |
| Cuarto descenso  | Unión (S)                             |

| Cond.   | Ascendido a la Primera Nacional 2025 |
| ------- | ------------------------------------ |
| Campeón | Central Norte (S)                    |

| Renunciante          |
| -------------------- |
| Deportivo Camioneros |

### Equipos entrantes
| Cond.           | Ascendidos del TRFA 2024-25 |
| --------------- | --------------------------- |
| Primer ascenso  | Costa Brava                 |
| Segundo ascenso | Gimnasia y Esgrima (C)      |
| Tercer ascenso  | Ben Hur                     |
| Cuarto ascenso  | Bartolomé Mitre (P)         |

| Cond.       | Descendidos de la Primera Nacional 2024 |
| ----------- | --------------------------------------- |
| 19.º Zona A | Guillermo Brown                         |
| 3.er. desc. | Atlético de Rafaela                     |

## Equipos participantes
| Zona                         | Equipo                 | Localidad                                      | Estadio       | Capacidad                      | Liga de origen |
| ---------------------------- | ---------------------- | ---------------------------------------------- | ------------- | ------------------------------ | -------------- |
| 1                            |                        |                                                |               |                                |                |
| Cipolletti                   | Cipolletti             | La Visera de Cemento                           | 12 000        | Liga Deportiva Confluencia     |                |
| Círculo Deportivo            | Comandante Otamendi    | Guillermo Trama                                | 300           | Liga Marplatense               |                |
| Deportivo Rincón             | Rincón de los Sauces   | Elías Moisés Gómez                             | 400           | Liga del Neuquén               |                |
| Germinal                     | Rawson                 | El Fortín                                      | 10 000        | Liga del Valle del Chubut      |                |
| Guillermo Brown              | Puerto Madryn          | Raúl Conti                                     | 14 500        | Liga del Valle del Chubut      |                |
| Kimberley                    | Mar del Plata          | José Alberto Valle                             | 1500          | Liga Marplatense               |                |
| Olimpo                       | Bahía Blanca           | Roberto Natalio Carminatti                     | 18 000        | Liga del Sur                   |                |
| Ramón Santamarina            | Tandil                 | Municipal General San Martín                   | 8762          | Liga Tandilense                |                |
| Sol de Mayo                  | Viedma                 | Sol de Mayo                                    | 5000          | Liga Rionegrina                |                |
| Villa Mitre                  | Bahía Blanca           | El Fortín                                      | 4 500         | Liga del Sur                   |                |
| 2                            |                        |                                                |               |                                |                |
| Argentino                    | Monte Maíz             | Modesto Marrone                                | 5500          | Liga Beccar Varela             |                |
| Atenas                       | Río Cuarto             | 9 de Julio                                     | 7000          | Liga Regional de Río Cuarto    |                |
| Ciudad de Bolívar            | San Carlos de Bolívar  | Municipal Eva Perón                            | 4000          | Liga Pehuajense                |                |
| Costa Brava                  | General Pico           | Nuevo Pacaembú                                 | 6500          | Liga Pampeana                  |                |
| Gutiérrez                    | General Gutiérrez      | General Gutiérrez                              | 6500          | Liga Mendocina                 |                |
| Huracán Las Heras            | Las Heras              | General San Martín                             | 10 000        | Liga Mendocina                 |                |
| Juventud Unida Universitario | San Luis               | Mario Sebastián Diez                           | 7000          | Liga Sanluiseña                |                |
| San Martín                   | San Martín             | Libertador General San Martín                  | 8782          | Liga Mendocina                 |                |
| Sportivo Estudiantes         | San Luis               | Héctor Odicino y Pedro Benoza                  | 12 000        | Liga Sanluiseña                |                |
| 3                            |                        |                                                |               |                                |                |
| 9 de Julio                   | Rafaela                | Germán Solterman                               | 8000          | Liga Rafaelina                 |                |
| Ben Hur                      | Rafaela                | Néstor Zenklusen                               | 13 000        | Liga Rafaelina                 |                |
| Defensores de Belgrano       | Villa Ramallo          | Salomón Boeseldín Único de San Nicolás         | 3000 23 000   | Liga Nicoleña                  |                |
| Douglas Haig                 | Pergamino              | Miguel Morales                                 | 16 000        | Liga de Pergamino              |                |
| El Linqueño                  | Lincoln                | Leonardo Costa                                 | 6500          | Liga de Lincoln                |                |
| Gimnasia y Esgrima           | Chivilcoy              | José María Paz                                 | 2000          | Liga Chivilcoyana              |                |
| Gimnasia y Esgrima           | Concepción del Uruguay | Manuel y Ramón Núñez                           | 9000          | Liga de Concepción del Uruguay |                |
| Independiente                | Chivilcoy              | Raúl Orlando Lungarzo                          | 4000          | Liga Chivilcoyana              |                |
| Sportivo Belgrano            | San Francisco          | Juan Pablo Francia                             | 15 500        | Liga de San Francisco          |                |
| Sportivo Las Parejas         | Las Parejas            | 4 de Septiembre                                | 7000          | Liga Cañadense                 |                |
| 4                            |                        |                                                |               |                                |                |
| Atlético de Rafaela          | Rafaela                | Nuevo Monumental                               | 20 000        | Liga Rafaelina                 |                |
| Bartolomé Mitre              | Posadas                | Ernesto Tito Cucchiaroni                       | 7000          | Liga Posadeña                  |                |
| Boca Unidos                  | Corrientes             | Leoncio Benítez                                | 18 000        | Liga Correntina                |                |
| Crucero del Norte            | Garupá                 | Comandante Andrés Guacurarí                    | 18 000        | Liga Posadeña                  |                |
| Juventud Antoniana           | Salta                  | Fray Honorato Pistoia Padre Ernesto Martearena | 12 000 20 504 | Liga Salteña                   |                |
| Sarmiento                    | La Banda               | Ciudad de La Banda                             | 8000          | Liga Santiagueña               |                |
| Sarmiento                    | Resistencia            | Centenario                                     | 25 000        | Liga Chaqueña                  |                |
| San Martín                   | Formosa                | 17 de Octubre                                  | 3000          | Liga Formoseña                 |                |
| Sol de América               | Formosa                | Sol de América                                 | 12 000        | Liga Formoseña                 |                |

### Distribución geográfica de los equipos
| Jurisdicción                             | Cant. | Equipos |
| ---------------------------------------- | ----- | --- |
| Interior de la provincia de Buenos Aires | 11    | Círculo Deportivo, Ciudad de Bolívar, Defensores de Belgrano (VR), Douglas Haig, El Linqueño, Gimnasia y Esgrima (C), Independiente (C), Kimberley, Olimpo, Ramón Santamarina y Villa Mitre |
| Provincia de Santa Fe                    | 4     | 9 de Julio (R), Atlético de Rafaela, Ben Hur y Sportivo Las Parejas |
| Provincia de Córdoba                     | 3     | Argentino (MM), Atenas (RC) y Sportivo Belgrano (SF) |
| Provincia de Mendoza                     | 3     | Gutiérrez, Huracán Las Heras y San Martín (SM) |
| Provincia del Chubut                     | 2     | Germinal y Guillermo Brown |
| Provincia de Formosa                     | 2     | San Martín y Sol de América |
| Provincia de Misiones                    | 2     | Bartolomé Mitre (P) y Crucero del Norte |
| Provincia de Río Negro                   | 2     | Cipolletti y Sol de Mayo |
| Provincia de San Luis                    | 2     | Juventud Unida Universitario y Sportivo Estudiantes |
| Provincia del Chaco                      | 1     | Sarmiento (R) |
| Provincia de Corrientes                  | 1     | Boca Unidos |
| Provincia de Entre Ríos                  | 1     | Gimnasia y Esgrima (CdU) |
| Provincia de La Pampa                    | 1     | Costa Brava |
| Provincia del Neuquén                    | 1     | Deportivo Rincón |
| Provincia de Salta                       | 1     | Juventud Antoniana |
| Provincia de Santiago del Estero         | 1     | Sarmiento (LB) |
| Total                                    | 38    | |

## Sistema de disputa

### Ascensos
Primera fase
Se agrupó a los treinta y ocho equipos en cuatro zonas definidas geográficamente, numeradas del 1 al 4, las zonas 1 y 3 tienen diez integrantes, y las zonas 2 y 4 nueve cada una. Se disputan bajo el sistema de todos contra todos a dos ruedas. En el caso de las zonas de diez participantes, los que ocupen los cinco primeros puestos clasificarán a la Segunda fase, mientras que en las zonas de nueve, lo harán los que ocupen los cuatro primeros puestos. Los veinte equipos restantes pasarán a la Primera etapa de la Reválida.
Segunda fase
Los dieciocho equipos provenientes de la Primera fase serán agrupados en dos zonas (A y B) de nueve participantes cada una, la primera integrada por los cinco clasificados de la Zona 1 y los cuatro clasificados de la Zona 2, y la segunda por los cinco clasificados de la zona 3 y los cuatro clasificados de la zona 4. Dentro de cada una de ellas, jugarán todos contra todos a una sola rueda. Los cuatro primeros de cada zona clasificarán a la Tercera fase, mientras que el resto de equipos pasarán a la Segunda etapa de la Reválida.
Tercera fase
Los ocho equipos clasificados en la Segunda fase se enfrentarán por eliminación directa a doble partido, el primero de una zona contra el cuarto de la otra, y el segundo contra el tercero, respectivamente. Los ganadores clasificarán a la Cuarta fase, mientras que los perdedores pasarán a la Segunda etapa de la Reválida.
Cuarta fase
Los cuatro equipos ganadores de la Tercera fase se enfrentarán por eliminación directa a doble partido. Los ganadores clasificarán a la Quinta fase, mientras que los perdedores pasarán a la Tercera etapa de la Reválida.
Quinta fase
Los dos equipos ganadores de la Cuarta fase se enfrentarán en un solo partido, en sede neutral. El ganador ascenderá a la Primera Nacional, mientras que el perdedor pasará a la Cuarta etapa de la Reválida. 
Reválida
- Primera etapa: Los veinte equipos que no clasifiquen a la Segunda fase serán agrupados en dos zonas (A y B) de diez participantes cada una, la primera integrada por los cinco provenientes de las zonas 1 y 2, y la segunda por los de las zonas 3 y 4, los que jugarán una sola rueda todos contra todos. Los cinco primeros de cada zona clasificarán a la Segunda etapa.

- Segunda etapa: Los diez equipos clasificados de la Primera etapa más los catorce provenientes de la Segunda y Tercera fase se enfrentarán por eliminación directa, a dos partidos. Los ganadores de cada llave clasificarán a la Tercera etapa.

- Tercera etapa: Los doce equipos clasificados de la Segunda etapa, más los dos provenientes de la Cuarta fase se enfrentarán por eliminación directa a doble partido. Los ganadores de cada llave clasificarán a la Cuarta etapa.

- Cuarta etapa: Los siete ganadores de la Tercera etapa, más el perdedor de la Quinta fase se enfrentarán por eliminación directa a doble partido. Los ganadores de cada llave clasificarán a la Quinta etapa.

- Quinta etapa: Los cuatro ganadores de la Cuarta etapa se enfrentarán por eliminación directa a doble partido. Los ganadores de cada llave clasificarán a la Sexta etapa.

- Sexta etapa: Los dos ganadores de la Quinta etapa se enfrentarán a doble partido. El ganador ascenderá a la Primera Nacional.

### Descensos
Al finalizar la Primera etapa de la Reválida, se confeccionará una tabla general de posiciones para cada zona, sumando los puntos obtenidos en la Primera fase con los obtenidos en esa etapa y promediándolos según el número de partidos disputados. Los que ocupen los dos últimos puestos en cada una descenderán al Torneo Regional Federal Amateur.

### Clasificación a la Copa Argentina 2026
Los equipos que ocupen los cinco primeros puestos de cada zona de la Segunda fase participarán de los treintaidosavos de final de la Copa Argentina 2026.

## Primera fase

### Zona 1

#### Tabla de posiciones final
| Pos. | Equipo            | Pts. | PJ | PG | PE | PP | GF | GC | Dif. |
| ---- | ----------------- | ---- | -- | -- | -- | -- | -- | -- | ---- |
| 1.º  | Cipolletti        | 40   | 18 | 13 | 1  | 4  | 31 | 13 | 18   |
| 2.º  | Villa Mitre       | 35   | 18 | 10 | 5  | 3  | 22 | 9  | 13   |
| 3.º  | Olimpo            | 26   | 18 | 7  | 5  | 6  | 19 | 15 | 4    |
| 4.º  | Kimberley         | 26   | 18 | 7  | 5  | 6  | 17 | 13 | 4    |
| 5.º  | Deportivo Rincón  | 26   | 18 | 8  | 2  | 8  | 22 | 20 | 2    |
| 6.º  | Círculo Deportivo | 23   | 18 | 7  | 2  | 9  | 17 | 21 | −4   |
| 7.º  | Guillermo Brown   | 21   | 18 | 6  | 3  | 9  | 19 | 29 | −10  |
| 8.º  | Ramón Santamarina | 20   | 18 | 4  | 8  | 6  | 18 | 22 | −4   |
| 9.º  | Sol de Mayo (V)   | 17   | 18 | 4  | 5  | 9  | 16 | 27 | −11  |
| 10.º | Germinal          | 16   | 18 | 4  | 4  | 10 | 16 | 28 | −12  |

|  | Clasificaron a la Segunda fase.            |
|  | Pasaron a la Primera etapa de la Reválida. |

##### Evolución de las posiciones

###### Primera rueda
| Equipo / Fecha    | 1   | 2    | 3    | 4    | 5    | 6    | 7    | 8    | 9    |
| ----------------- | --- | ---- | ---- | ---- | ---- | ---- | ---- | ---- | ---- |
| Cipolletti        | 9.º | 8.º  | 5.º  | 4.º  | 2.º  | 5.º  | 3.º  | 2.º  | 1.º  |
| Círculo Deportivo | 2.º | 3.º  | 2.º  | 2.º  | 6.º  | 4.º  | 2.º  | 1.º  | 3.º  |
| Deportivo Rincón  | 2.º | 1.º  | 1.º  | 1.º  | 3.º  | 1.º  | 4.º  | 5.º  | 4.º  |
| Germinal          | 8.º | 10.º | 10.º | 10.º | 10.º | 10.º | 9.º  | 10.º | 10.º |
| Guillermo Brown   | 1.º | 6.º  | 8.º  | 5.º  | 4.º  | 6.º  | 7.º  | 7.º  | 8.º  |
| Kimberley         | 9.º | 9.º  | 7.º  | 8.º  | 8.º  | 8.º  | 6.º  | 6.º  | 6.º  |
| Olimpo            | -   | 5.º  | 4.º  | 3.º  | 1.º  | 2.º  | 5.º  | 3.º  | 5.º  |
| Ramón Santamarina | 4.º | 7.º  | 9.º  | 6.º  | 7.º  | 7.º  | 8.º  | 8.º  | 7.º  |
| Sol de Mayo (V)   | -   | 4.º  | 6.º  | 9.º  | 9.º  | 9.º  | 10.º | 9.º  | 9.º  |
| Villa Mitre       | 4.º | 2.º  | 3.º  | 7.º  | 5.º  | 3.º  | 1.º  | 4.º  | 2.º  |

| 1. |

###### Segunda rueda
| Equipo / Fecha    | 10   | 11   | 12   | 13   | 14   | 15   | 16   | 17   | 18   |
| ----------------- | ---- | ---- | ---- | ---- | ---- | ---- | ---- | ---- | ---- |
| Cipolletti        | 1.º  | 1.º  | 1.º  | 1.º  | 1.º  | 1.º  | 1.º  | 1.º  | 1.º  |
| Círculo Deportivo | 3.º  | 5.º  | 6.º  | 6.º  | 6.º  | 6.º  | 6.º  | 6.º  | 6.º  |
| Deportivo Rincón  | 5.º  | 4.º  | 4.º  | 3.º  | 4.º  | 4.º  | 5.º  | 4.º  | 5.º  |
| Germinal          | 10.º | 8.º  | 8.º  | 9.º  | 8.º  | 10.º | 10.º | 10.º | 10.º |
| Guillermo Brown   | 8.º  | 9.º  | 10.º | 10.º | 10.º | 9.º  | 8.º  | 7.º  | 7.º  |
| Kimberley         | 6.º  | 6.º  | 5.º  | 5.º  | 5.º  | 5.º  | 3.º  | 5.º  | 4.º  |
| Olimpo            | 4.º  | 3.º  | 3.º  | 4.º  | 3.º  | 3.º  | 4.º  | 3.º  | 3.º  |
| Ramón Santamarina | 7.º  | 7.º  | 7.º  | 7.º  | 7.º  | 7.º  | 7.º  | 8.º  | 8.º  |
| Sol de Mayo (V)   | 9.º  | 10.º | 9.º  | 8.º  | 9.º  | 8.º  | 9.º  | 9.º  | 9.º  |
| Villa Mitre       | 2.º  | 2.º  | 2.º  | 2.º  | 2.º  | 2.º  | 2.º  | 2.º  | 2.º  |

| 1. |

#### Resultados

##### Primera rueda
| Fecha 1           | Fecha 1   | Fecha 1           | Fecha 1                      | Fecha 1     | Fecha 1 |
| Local             | Resultado | Visitante         | Estadio                      | Fecha       | Hora    |
| ----------------- | --------- | ----------------- | ---------------------------- | ----------- | ------- |
| Ramón Santamarina | 1 - 1     | Villa Mitre       | Municipal General San Martín | 15 de marzo | 17:00   |
| Deportivo Rincón  | 1 - 0     | Cipolletti        | Elías Moisés Gómez           | 15 de marzo | 17:00   |
| Kimberley         | 0 - 1     | Círculo Deportivo | José Alberto Valle           | 16 de marzo | 11:00   |
| Germinal          | 1 - 2     | Guillermo Brown   | El Fortín (R)                | 16 de marzo | 16:00   |
| Olimpo            | 1 - 1     | Sol de Mayo (V)   | Roberto N. Carminatti        | 16 de abril | 15:30   |

| Fecha 2           | Fecha 2   | Fecha 2           | Fecha 2             | Fecha 2     | Fecha 2 |
| Local             | Resultado | Visitante         | Estadio             | Fecha       | Hora    |
| ----------------- | --------- | ----------------- | ------------------- | ----------- | ------- |
| Círculo Deportivo | 2 - 2     | Ramón Santamarina | Guillermo Trama     | 19 de marzo | 16:00   |
| Kimberley         | 0 - 1     | Deportivo Rincón  | José Alberto Valle  | 22 de marzo | 16:00   |
| Guillermo Brown   | 0 - 1     | Olimpo            | Raúl Conti          | 23 de marzo | 11:00   |
| Sol de Mayo (V)   | 3 - 2     | Cipolletti        | Sol de Mayo         | 23 de marzo | 15:30   |
| Villa Mitre       | 2 - 0     | Germinal          | Dr. Alejandro Pérez | 23 de marzo | 16:30   |

| Fecha 3           | Fecha 3   | Fecha 3           | Fecha 3                      | Fecha 3     | Fecha 3 |
| Local             | Resultado | Visitante         | Estadio                      | Fecha       | Hora    |
| ----------------- | --------- | ----------------- | ---------------------------- | ----------- | ------- |
| Olimpo            | 0 - 0     | Villa Mitre       | Roberto N. Carminatti        | 29 de marzo | 16:00   |
| Ramón Santamarina | 0 - 1     | Kimberley         | Municipal General San Martín | 30 de marzo | 11:00   |
| Deportivo Rincón  | 2 - 0     | Sol de Mayo (V)   | Elías Moisés Gómez           | 30 de marzo | 16:00   |
| Cipolletti        | 4 - 0     | Guillermo Brown   | La Visera de Cemento         | 30 de marzo | 16:00   |
| Germinal          | 2 - 5     | Círculo Deportivo | El Fortín (R)                | 30 de marzo | 16:00   |

| Fecha 4           | Fecha 4   | Fecha 4          | Fecha 4                      | Fecha 4    | Fecha 4 |
| Local             | Resultado | Visitante        | Estadio                      | Fecha      | Hora    |
| ----------------- | --------- | ---------------- | ---------------------------- | ---------- | ------- |
| Círculo Deportivo | 0 - 1     | Olimpo           | Guillermo Trama              | 5 de abril | 15:00   |
| Ramón Santamarina | 1 - 0     | Deportivo Rincón | Municipal General San Martín | 6 de abril | 11:00   |
| Guillermo Brown   | 3 - 1     | Sol de Mayo (V)  | Raúl Conti                   | 6 de abril | 11:00   |
| Villa Mitre       | 0 - 2     | Cipolletti       | Dr. Alejandro Pérez          | 6 de abril | 16:00   |
| Kimberley         | 0 - 0     | Germinal         | José Alberto Valle           | 7 de abril | 15:30   |

| Fecha 5          | Fecha 5   | Fecha 5           | Fecha 5               | Fecha 5     | Fecha 5 |
| Local            | Resultado | Visitante         | Estadio               | Fecha       | Hora    |
| ---------------- | --------- | ----------------- | --------------------- | ----------- | ------- |
| Sol de Mayo (V)  | 0 - 3     | Villa Mitre       | Sol de Mayo           | 12 de abril | 16:00   |
| Olimpo           | 2 - 1     | Kimberley         | Roberto N. Carminatti | 12 de abril | 16:00   |
| Deportivo Rincón | 3 - 4     | Guillermo Brown   | Elías Moisés Gómez    | 13 de abril | 15:00   |
| Cipolletti       | 2 - 0     | Círculo Deportivo | La Visera de Cemento  | 13 de abril | 15:30   |
| Germinal         | 1 - 1     | Ramón Santamarina | El Fortín (R)         | 13 de abril | 15:30   |

| Fecha 6           | Fecha 6   | Fecha 6          | Fecha 6                      | Fecha 6     | Fecha 6 |
| Local             | Resultado | Visitante        | Estadio                      | Fecha       | Hora    |
| ----------------- | --------- | ---------------- | ---------------------------- | ----------- | ------- |
| Kimberley         | 1 - 0     | Cipolletti       | José Alberto Valle           | 20 de abril | 11:00   |
| Círculo Deportivo | 1 - 0     | Sol de Mayo (V)  | Guillermo Trama              | 20 de abril | 15:00   |
| Germinal          | 0 - 3     | Deportivo Rincón | El Fortín (R)                | 20 de abril | 15:30   |
| Villa Mitre       | 2 - 1     | Guillermo Brown  | El Fortín (BB)               | 20 de abril | 16:00   |
| Ramón Santamarina | 1 - 1     | Olimpo           | Municipal General San Martín | 20 de abril | 16:15   |

| Fecha 7          | Fecha 7   | Fecha 7           | Fecha 7               | Fecha 7     | Fecha 7 |
| Local            | Resultado | Visitante         | Estadio               | Fecha       | Hora    |
| ---------------- | --------- | ----------------- | --------------------- | ----------- | ------- |
| Deportivo Rincón | 0 - 2     | Villa Mitre       | Elías Moisés Gómez    | 26 de abril | 16:00   |
| Guillermo Brown  | 0 - 1     | Círculo Deportivo | Raúl Conti            | 27 de abril | 11:00   |
| Sol de Mayo (V)  | 1 - 2     | Kimberley         | Sol de Mayo           | 27 de abril | 11:00   |
| Olimpo           | 1 - 2     | Germinal          | Roberto N. Carminatti | 27 de abril | 11:00   |
| Cipolletti       | 3 - 0     | Ramón Santamarina | La Visera de Cemento  | 27 de abril | 13:00   |

| Fecha 8           | Fecha 8   | Fecha 8          | Fecha 8                      | Fecha 8   | Fecha 8 |
| Local             | Resultado | Visitante        | Estadio                      | Fecha     | Hora    |
| ----------------- | --------- | ---------------- | ---------------------------- | --------- | ------- |
| Ramón Santamarina | 0 - 1     | Sol de Mayo (V)  | Municipal General San Martín | 4 de mayo | 11:00   |
| Kimberley         | 1 - 1     | Guillermo Brown  | José Alberto Valle           | 4 de mayo | 11:00   |
| Germinal          | 0 - 1     | Cipolletti       | El Fortín (R)                | 4 de mayo | 15:00   |
| Círculo Deportivo | 1 - 0     | Villa Mitre      | Guillermo Trama              | 4 de mayo | 15:00   |
| Olimpo            | 2 - 1     | Deportivo Rincón | Roberto N. Carminatti        | 4 de mayo | 15:30   |

| Fecha 9          | Fecha 9   | Fecha 9           | Fecha 9              | Fecha 9    | Fecha 9 |
| Local            | Resultado | Visitante         | Estadio              | Fecha      | Hora    |
| ---------------- | --------- | ----------------- | -------------------- | ---------- | ------- |
| Guillermo Brown  | 1 - 4     | Ramón Santamarina | Raúl Conti           | 11 de mayo | 11:00   |
| Deportivo Rincón | 1 - 0     | Círculo Deportivo | Elías Moisés Gómez   | 11 de mayo | 15:00   |
| Sol de Mayo (V)  | 1 - 1     | Germinal          | Sol de Mayo          | 11 de mayo | 15:00   |
| Villa Mitre      | 1 - 0     | Kimberley         | El Fortín (BB)       | 11 de mayo | 15:30   |
| Cipolletti       | 2 - 1     | Olimpo            | La Visera de Cemento | 11 de mayo | 15:30   |

| 1. |

##### Segunda rueda
| Fecha 10          | Fecha 10  | Fecha 10          | Fecha 10             | Fecha 10   | Fecha 10 |
| Local             | Resultado | Visitante         | Estadio              | Fecha      | Hora     |
| ----------------- | --------- | ----------------- | -------------------- | ---------- | -------- |
| Guillermo Brown   | 1 - 2     | Germinal          | Raúl Conti           | 18 de mayo | 11:00    |
| Sol de Mayo (V)   | 0 - 0     | Olimpo            | Sol de Mayo          | 18 de mayo | 15:00    |
| Círculo Deportivo | 0 - 1     | Kimberley         | Guillermo Trama      | 18 de mayo | 15:00    |
| Cipolletti        | 3 - 0     | Deportivo Rincón  | La Visera de Cemento | 18 de mayo | 15:30    |
| Villa Mitre       | 3 - 0     | Ramón Santamarina | El Fortín (BB)       | 18 de mayo | 15:30    |

| Fecha 11          | Fecha 11  | Fecha 11          | Fecha 11                     | Fecha 11   | Fecha 11 |
| Local             | Resultado | Visitante         | Estadio                      | Fecha      | Hora     |
| ----------------- | --------- | ----------------- | ---------------------------- | ---------- | -------- |
| Ramón Santamarina | 2 - 0     | Círculo Deportivo | Municipal General San Martín | 24 de mayo | 15:00    |
| Germinal          | 1 - 1     | Villa Mitre       | El Fortín (R)                | 24 de mayo | 15:00    |
| Deportivo Rincón  | 2 - 2     | Kimberley         | Elías Moisés Gómez           | 24 de mayo | 15:30    |
| Olimpo            | 4 - 0     | Guillermo Brown   | Roberto N. Carminatti        | 24 de mayo | 15:30    |
| Cipolletti        | 1 - 0     | Sol de Mayo (V)   | La Visera de Cemento         | 24 de mayo | 20:30    |

| Fecha 12          | Fecha 12  | Fecha 12          | Fecha 12           | Fecha 12   | Fecha 12 |
| Local             | Resultado | Visitante         | Estadio            | Fecha      | Hora     |
| ----------------- | --------- | ----------------- | ------------------ | ---------- | -------- |
| Kimberley         | 1 - 1     | Ramón Santamarina | José Alberto Valle | 31 de mayo | 15:30    |
| Guillermo Brown   | 0 - 1     | Cipolletti        | Raúl Conti         | 1 de junio | 11:00    |
| Sol de Mayo (V)   | 2 - 2     | Deportivo Rincón  | Sol de Mayo        | 1 de junio | 14:30    |
| Círculo Deportivo | 0 - 1     | Germinal          | Guillermo Trama    | 1 de junio | 15:00    |
| Villa Mitre       | 1 - 0     | Olimpo            | El Fortín (BB)     | 1 de junio | 15:10    |

| Fecha 13         | Fecha 13  | Fecha 13          | Fecha 13              | Fecha 13   | Fecha 13 |
| Local            | Resultado | Visitante         | Estadio               | Fecha      | Hora     |
| ---------------- | --------- | ----------------- | --------------------- | ---------- | -------- |
| Deportivo Rincón | 2 - 0     | Ramón Santamarina | Elías Moisés Gómez    | 8 de junio | 11:00    |
| Germinal         | 1 - 2     | Kimberley         | El Fortín (R)         | 8 de junio | 15:00    |
| Sol de Mayo (V)  | 1 - 0     | Guillermo Brown   | Sol de Mayo           | 8 de junio | 15:00    |
| Olimpo           | 1 - 2     | Círculo Deportivo | Roberto N. Carminatti | 8 de junio | 15:05    |
| Cipolletti       | 1 - 1     | Villa Mitre       | La Visera de Cemento  | 8 de junio | 15:30    |

| Fecha 14          | Fecha 14  | Fecha 14         | Fecha 14                     | Fecha 14    | Fecha 14 |
| Local             | Resultado | Visitante        | Estadio                      | Fecha       | Hora     |
| ----------------- | --------- | ---------------- | ---------------------------- | ----------- | -------- |
| Guillermo Brown   | 1 - 0     | Deportivo Rincón | Raúl Conti                   | 14 de junio | 14:00    |
| Kimberley         | 0 - 1     | Olimpo           | José Alberto Valle           | 14 de junio | 15:00    |
| Ramón Santamarina | 1 - 0     | Germinal         | Municipal General San Martín | 14 de junio | 15:30    |
| Villa Mitre       | 1 - 2     | Sol de Mayo (V)  | El Fortín (BB)               | 15 de junio | 15:00    |
| Círculo Deportivo | 2 - 0     | Cipolletti       | Guillermo Trama              | 15 de junio | 15:00    |

| Fecha 15         | Fecha 15  | Fecha 15          | Fecha 15              | Fecha 15    | Fecha 15 |
| Local            | Resultado | Visitante         | Estadio               | Fecha       | Hora     |
| ---------------- | --------- | ----------------- | --------------------- | ----------- | -------- |
| Cipolletti       | 0 - 2     | Kimberley         | La Visera de Cemento  | 20 de junio | 15:30    |
| Guillermo Brown  | 2 - 1     | Villa Mitre       | Raúl Conti            | 21 de junio | 14:00    |
| Sol de Mayo (V)  | 4 - 1     | Círculo Deportivo | Sol de Mayo           | 21 de junio | 15:00    |
| Deportivo Rincón | 2 - 0     | Germinal          | Elías Moisés Gómez    | 22 de junio | 15:00    |
| Olimpo           | 1 - 1     | Ramón Santamarina | Roberto N. Carminatti | 22 de junio | 15:15    |

| Fecha 16          | Fecha 16  | Fecha 16         | Fecha 16                     | Fecha 16    | Fecha 16 |
| Local             | Resultado | Visitante        | Estadio                      | Fecha       | Hora     |
| ----------------- | --------- | ---------------- | ---------------------------- | ----------- | -------- |
| Kimberley         | 3 - 0     | Sol de Mayo (V)  | José Alberto Valle           | 28 de junio | 15:00    |
| Germinal          | 0 - 1     | Olimpo           | El Fortín (R)                | 29 de junio | 15:00    |
| Círculo Deportivo | 0 - 0     | Guillermo Brown  | Guillermo Trama              | 29 de junio | 15:00    |
| Ramón Santamarina | 1 - 2     | Cipolletti       | Municipal General San Martín | 29 de junio | 15:00    |
| Villa Mitre       | 1 - 0     | Deportivo Rincón | El Fortín (BB)               | 29 de junio | 15:00    |

| Fecha 17         | Fecha 17  | Fecha 17          | Fecha 17             | Fecha 17   | Fecha 17 |
| Local            | Resultado | Visitante         | Estadio              | Fecha      | Hora     |
| ---------------- | --------- | ----------------- | -------------------- | ---------- | -------- |
| Guillermo Brown  | 1 - 0     | Kimberley         | Raúl Conti           | 5 de julio | 14:00    |
| Deportivo Rincón | 1 - 0     | Olimpo            | Elías Moisés Gómez   | 5 de julio | 15:00    |
| Cipolletti       | 3 - 1     | Germinal          | La Visera de Cemento | 5 de julio | 15:30    |
| Sol de Mayo (V)  | 0 - 0     | Ramón Santamarina | Sol de Mayo          | 6 de julio | 11:00    |
| Villa Mitre      | 1 - 0     | Círculo Deportivo | El Fortín (BB)       | 6 de julio | 15:00    |

| Fecha 18          | Fecha 18  | Fecha 18         | Fecha 18                     | Fecha 18    | Fecha 18 |
| Local             | Resultado | Visitante        | Estadio                      | Fecha       | Hora     |
| ----------------- | --------- | ---------------- | ---------------------------- | ----------- | -------- |
| Kimberley         | 0 - 0     | Villa Mitre      | José Alberto Valle           | 11 de julio | 15:00    |
| Germinal          | 3 - 1     | Sol de Mayo (V)  | El Fortín (R)                | 13 de julio | 15:00    |
| Círculo Deportivo | 2 - 1     | Deportivo Rincón | Guillermo Trama              | 13 de julio | 15:30    |
| Olimpo            | 1 - 2     | Cipolletti       | Roberto N. Carminatti        | 13 de julio | 15:30    |
| Ramón Santamarina | 2 - 2     | Guillermo Brown  | Municipal General San Martín | 13 de julio | 15:30    |

| 1. 2. |

### Zona 2

#### Tabla de posiciones final
| Pos. | Equipo                       | Pts. | PJ | PG | PE | PP | GF | GC | Dif. |
| ---- | ---------------------------- | ---- | -- | -- | -- | -- | -- | -- | ---- |
| 1.º  | Ciudad de Bolívar            | 31   | 16 | 9  | 4  | 3  | 24 | 9  | 15   |
| 2.º  | Costa Brava                  | 30   | 16 | 8  | 6  | 2  | 17 | 7  | 10   |
| 3.º  | Atenas (RC)                  | 25   | 16 | 8  | 1  | 7  | 17 | 14 | 3    |
| 4.º  | Argentino (MM)               | 23   | 16 | 6  | 5  | 5  | 15 | 16 | −1   |
| 5.º  | San Martín (SM)              | 21   | 16 | 6  | 3  | 7  | 19 | 19 | 0    |
| 6.º  | Huracán Las Heras            | 21   | 16 | 6  | 3  | 7  | 15 | 20 | −5   |
| 7.º  | Juventud Unida Universitario | 20   | 16 | 4  | 8  | 4  | 14 | 13 | 1    |
| 8.º  | Sportivo Estudiantes (SL)    | 18   | 16 | 4  | 6  | 6  | 13 | 14 | −1   |
| 9.º  | Gutiérrez                    | 8    | 16 | 2  | 2  | 12 | 12 | 34 | −22  |

|  | Clasificaron a la Segunda fase.            |
|  | Pasaron a la Primera etapa de la Reválida. |

##### Evolución de las posiciones

###### Primera rueda
| Equipo / Fecha               | 1   | 2   | 3   | 4   | 5   | 6   | 7   | 8   | 9   |
| ---------------------------- | --- | --- | --- | --- | --- | --- | --- | --- | --- |
| Argentino (MM)               | 5.º | 1.º | 6.º | 2.º | 3.º | 4.º | 6.º | 6.º | 6.º |
| Atenas (RC)                  | 8.º | 9.º | 9.º | 9.º | 8.º | 9.º | 8.º | 8.º | 8.º |
| Ciudad de Bolívar            | 1.º | 4.º | 3.º | 1.º | 2.º | 1.º | 1.º | 1.º | 1.º |
| Costa Brava                  | 3.º | 6.º | 2.º | 4.º | 4.º | 5.º | 4.º | 4.º | 3.º |
| Gutiérrez                    | -   | 8.º | 7.º | 7.º | 7.º | 8.º | 9.º | 9.º | 9.º |
| Huracán Las Heras            | 9.º | 5.º | 1.º | 3.º | 1.º | 2.º | 3.º | 2.º | 2.º |
| Juventud Unida Universitario | 3.º | 2.º | 4.º | 5.º | 5.º | 6.º | 7.º | 6.º | 6.º |
| San Martín (SM)              | 2.º | 3.º | 5.º | 6.º | 6.º | 3.º | 2.º | 3.º | 5.º |
| Sportivo Estudiantes (SL)    | 5.º | 7.º | 8.º | 8.º | 9.º | 7.º | 5.º | 5.º | 4.º |

|  |

###### Segunda rueda
| Equipo / Fecha               | 10  | 11  | 12  | 13  | 14  | 15  | 16  | 17  | 18  |
| ---------------------------- | --- | --- | --- | --- | --- | --- | --- | --- | --- |
| Argentino (MM)               | 5.º | 5.º | 8.º | 5.º | 3.º | 3.º | 4.º | 3.º | 4.º |
| Atenas (RC)                  | 8.º | 8.º | 7.º | 8.º | 6.º | 6.º | 6.º | 4.º | 3.º |
| Ciudad de Bolívar            | 1.º | 2.º | 1.º | 1.º | 1.º | 2.º | 1.º | 1.º | 1.º |
| Costa Brava                  | 3.º | 3.º | 2.º | 2.º | 2.º | 1.º | 2.º | 2.º | 2.º |
| Gutiérrez                    | 9.º | 9.º | 9.º | 9.º | 9.º | 9.º | 9.º | 9.º | 9.º |
| Huracán Las Heras            | 2.º | 1.º | 3.º | 3.º | 4.º | 5.º | 3.º | 5.º | 6.º |
| Juventud Unida Universitario | 5.º | 5.º | 6.º | 4.º | 5.º | 4.º | 5.º | 6.º | 7.º |
| San Martín (SM)              | 7.º | 7.º | 4.º | 7.º | 7.º | 7.º | 8.º | 8.º | 5.º |
| Sportivo Estudiantes (SL)    | 4.º | 4.º | 5.º | 6.º | 8.º | 8.º | 7.º | 7.º | 8.º |

|  |

#### Resultados

##### Primera rueda
| Fecha 1                   | Fecha 1   | Fecha 1                      | Fecha 1                       | Fecha 1     | Fecha 1 |
| Local                     | Resultado | Visitante                    | Estadio                       | Fecha       | Hora    |
| ------------------------- | --------- | ---------------------------- | ----------------------------- | ----------- | ------- |
| Atenas (RC)               | 0 - 1     | San Martín (SM)              | 9 de Julio                    | 14 de marzo | 21:00   |
| Ciudad de Bolívar         | 3 - 1     | Huracán Las Heras            | Municipal Eva Perón           | 15 de marzo | 17:00   |
| Costa Brava               | 1 - 1     | Juventud Unida Universitario | Nuevo Pacaembú                | 15 de marzo | 20:00   |
| Sportivo Estudiantes (SL) | 0 - 0     | Argentino (MM)               | Héctor Odicino y Pedro Benoza | 16 de marzo | 17:00   |
| Libre: Gutiérrez          |           |                              |                               |             |         |

| Fecha 2                      | Fecha 2   | Fecha 2                   | Fecha 2                       | Fecha 2     | Fecha 2 |
| Local                        | Resultado | Visitante                 | Estadio                       | Fecha       | Hora    |
| ---------------------------- | --------- | ------------------------- | ----------------------------- | ----------- | ------- |
| Juventud Unida Universitario | 1 - 0     | Gutiérrez                 | Juan Gilberto Funes           | 23 de marzo | 16:00   |
| Argentino (MM)               | 3 - 0     | Atenas (RC)               | Modesto Marrone               | 23 de marzo | 16:00   |
| Huracán Las Heras            | 1 - 0     | Sportivo Estudiantes (SL) | General San Martín            | 23 de marzo | 16:00   |
| San Martín (SM)              | 0 - 0     | Costa Brava               | Libertador General San Martín | 23 de marzo | 16:30   |
| Libre: Ciudad de Bolívar     |           |                           |                               |             |         |

| Fecha 3                             | Fecha 3   | Fecha 3           | Fecha 3                       | Fecha 3     | Fecha 3 |
| Local                               | Resultado | Visitante         | Estadio                       | Fecha       | Hora    |
| ----------------------------------- | --------- | ----------------- | ----------------------------- | ----------- | ------- |
| Gutiérrez                           | 5 - 4     | San Martín (SM)   | General Gutiérrez             | 29 de marzo | 16:00   |
| Sportivo Estudiantes (SL)           | 0 - 0     | Ciudad de Bolívar | Héctor Odicino y Pedro Benoza | 30 de marzo | 16:00   |
| Atenas (RC)                         | 1 - 2     | Huracán Las Heras | 9 de Julio                    | 30 de marzo | 16:00   |
| Costa Brava                         | 3 - 0     | Argentino (MM)    | Nuevo Pacaembú                | 30 de marzo | 16:30   |
| Libre: Juventud Unida Universitario |           |                   |                               |             |         |

| Fecha 4                          | Fecha 4   | Fecha 4                      | Fecha 4                       | Fecha 4    | Fecha 4 |
| Local                            | Resultado | Visitante                    | Estadio                       | Fecha      | Hora    |
| -------------------------------- | --------- | ---------------------------- | ----------------------------- | ---------- | ------- |
| Ciudad de Bolívar                | 2 - 0     | Atenas (RC)                  | Municipal Eva Perón           | 5 de abril | 15:30   |
| San Martín (SM)                  | 1 - 1     | Juventud Unida Universitario | Libertador General San Martín | 6 de abril | 16:00   |
| Argentino (MM)                   | 1 - 0     | Gutiérrez                    | Modesto Marrone               | 6 de abril | 16:00   |
| Huracán Las Heras                | 1 - 1     | Costa Brava                  | General San Martín            | 6 de abril | 16:00   |
| Libre: Sportivo Estudiantes (SL) |           |                              |                               |            |         |

| Fecha 5                      | Fecha 5   | Fecha 5                   | Fecha 5             | Fecha 5     | Fecha 5 |
| Local                        | Resultado | Visitante                 | Estadio             | Fecha       | Hora    |
| ---------------------------- | --------- | ------------------------- | ------------------- | ----------- | ------- |
| Gutiérrez                    | 0 - 1     | Huracán Las Heras         | General Gutiérrez   | 12 de abril | 16:00   |
| Costa Brava                  | 1 - 1     | Ciudad de Bolívar         | Nuevo Pacaembú      | 12 de abril | 18:00   |
| Juventud Unida Universitario | 1 - 1     | Argentino (MM)            | Juan Gilberto Funes | 13 de abril | 16:00   |
| Atenas (RC)                  | 1 - 0     | Sportivo Estudiantes (SL) | 9 de Julio          | 13 de abril | 16:00   |
| Libre: San Martín (SM)       |           |                           |                     |             |         |

| Fecha 6                   | Fecha 6   | Fecha 6                      | Fecha 6                       | Fecha 6     | Fecha 6 |
| Local                     | Resultado | Visitante                    | Estadio                       | Fecha       | Hora    |
| ------------------------- | --------- | ---------------------------- | ----------------------------- | ----------- | ------- |
| Ciudad de Bolívar         | 4 - 0     | Gutiérrez                    | Municipal Eva Perón           | 18 de abril | 15:30   |
| Sportivo Estudiantes (SL) | 2 - 0     | Costa Brava                  | Héctor Odicino y Pedro Benoza | 20 de abril | 16:00   |
| Huracán Las Heras         | 1 - 1     | Juventud Unida Universitario | General San Martín            | 20 de abril | 16:00   |
| Argentino (MM)            | 0 - 1     | San Martín (SM)              | Modesto Marrone               | 20 de abril | 16:00   |
| Libre: Atenas (RC)        |           |                              |                               |             |         |

| Fecha 7                      | Fecha 7   | Fecha 7                   | Fecha 7                       | Fecha 7     | Fecha 7 |
| Local                        | Resultado | Visitante                 | Estadio                       | Fecha       | Hora    |
| ---------------------------- | --------- | ------------------------- | ----------------------------- | ----------- | ------- |
| San Martín (SM)              | 4 - 0     | Huracán Las Heras         | Libertador General San Martín | 25 de abril | 21:05   |
| Gutiérrez                    | 1 - 3     | Sportivo Estudiantes (SL) | General Gutiérrez             | 26 de abril | 16:00   |
| Juventud Unida Universitario | 0 - 2     | Ciudad de Bolívar         | Juan Gilberto Funes           | 26 de abril | 16:00   |
| Costa Brava                  | 1 - 0     | Atenas (RC)               | Nuevo Pacaembú                | 26 de abril | 19:00   |
| Libre: Argentino (MM)        |           |                           |                               |             |         |

| Fecha 8                   | Fecha 8   | Fecha 8                      | Fecha 8                       | Fecha 8   | Fecha 8 |
| Local                     | Resultado | Visitante                    | Estadio                       | Fecha     | Hora    |
| ------------------------- | --------- | ---------------------------- | ----------------------------- | --------- | ------- |
| Ciudad de Bolívar         | 2 - 1     | San Martín (SM)              | Municipal Eva Perón           | 2 de mayo | 15:30   |
| Huracán Las Heras         | 2 - 1     | Argentino (MM)               | General San Martín            | 4 de mayo | 16:00   |
| Sportivo Estudiantes (SL) | 1 - 1     | Juventud Unida Universitario | Héctor Odicino y Pedro Benoza | 5 de mayo | 16:00   |
| Atenas (RC)               | 4 - 1     | Gutiérrez                    | 9 de Julio                    | 5 de mayo | 21:00   |
| Libre: Costa Brava        |           |                              |                               |           |         |

| Fecha 9                      | Fecha 9   | Fecha 9                   | Fecha 9                       | Fecha 9    | Fecha 9 |
| Local                        | Resultado | Visitante                 | Estadio                       | Fecha      | Hora    |
| ---------------------------- | --------- | ------------------------- | ----------------------------- | ---------- | ------- |
| San Martín (SM)              | 0 - 1     | Sportivo Estudiantes (SL) | Libertador General San Martín | 10 de mayo | 20:30   |
| Argentino (MM)               | 1 - 0     | Ciudad de Bolívar         | Modesto Marrone               | 11 de mayo | 15:45   |
| Gutiérrez                    | 0 - 1     | Costa Brava               | General Gutiérrez             | 11 de mayo | 16:00   |
| Juventud Unida Universitario | 1 - 0     | Atenas (RC)               | Juan Gilberto Funes           | 12 de mayo | 15:45   |
| Libre: Huracán Las Heras     |           |                           |                               |            |         |

| 1. |

##### Segunda rueda
| Fecha 10                     | Fecha 10  | Fecha 10                  | Fecha 10                      | Fecha 10   | Fecha 10 |
| Local                        | Resultado | Visitante                 | Estadio                       | Fecha      | Hora     |
| ---------------------------- | --------- | ------------------------- | ----------------------------- | ---------- | -------- |
| San Martín (SM)              | 1 - 3     | Atenas (RC)               | Libertador General San Martín | 16 de mayo | 21:05    |
| Argentino (MM)               | 1 - 1     | Sportivo Estudiantes (SL) | Modesto Marrone               | 17 de mayo | 15:45    |
| Juventud Unida Universitario | 1 - 1     | Costa Brava               | Mario Sebastián Diez          | 18 de mayo | 15:45    |
| Huracán Las Heras            | 2 - 1     | Ciudad de Bolívar         | General San Martín            | 18 de mayo | 16:00    |
| Libre: Gutiérrez             |           |                           |                               |            |          |

| Fecha 11                  | Fecha 11  | Fecha 11                     | Fecha 11                      | Fecha 11   | Fecha 11 |
| Local                     | Resultado | Visitante                    | Estadio                       | Fecha      | Hora     |
| ------------------------- | --------- | ---------------------------- | ----------------------------- | ---------- | -------- |
| Sportivo Estudiantes (SL) | 1 - 1     | Huracán Las Heras            | Héctor Odicino y Pedro Benoza | 24 de mayo | 15:30    |
| Costa Brava               | 1 - 0     | San Martín (SM)              | Nuevo Pacaembú                | 24 de mayo | 16:00    |
| Atenas (RC)               | 0 - 0     | Argentino (MM)               | 9 de Julio                    | 24 de mayo | 17:30    |
| Gutiérrez                 | 0 - 0     | Juventud Unida Universitario | General Gutiérrez             | 24 de mayo | 20:30    |
| Libre: Ciudad de Bolívar  |           |                              |                               |            |          |

| Fecha 12                            | Fecha 12  | Fecha 12                  | Fecha 12                      | Fecha 12   | Fecha 12 |
| Local                               | Resultado | Visitante                 | Estadio                       | Fecha      | Hora     |
| ----------------------------------- | --------- | ------------------------- | ----------------------------- | ---------- | -------- |
| Ciudad de Bolívar                   | 2 - 0     | Sportivo Estudiantes (SL) | Municipal Eva Perón           | 31 de mayo | 15:00    |
| Argentino (MM)                      | 0 - 2     | Costa Brava               | Modesto Marrone               | 31 de mayo | 16:00    |
| Huracán Las Heras                   | 0 - 2     | Atenas (RC)               | General San Martín            | 1 de junio | 15:30    |
| San Martín (SM)                     | 3 - 0     | Gutiérrez                 | Libertador General San Martín | 1 de junio | 16:30    |
| Libre: Juventud Unida Universitario |           |                           |                               |            |          |

| Fecha 13                         | Fecha 13  | Fecha 13          | Fecha 13             | Fecha 13   | Fecha 13 |
| Local                            | Resultado | Visitante         | Estadio              | Fecha      | Hora     |
| -------------------------------- | --------- | ----------------- | -------------------- | ---------- | -------- |
| Costa Brava                      | 1 - 0     | Huracán Las Heras | Nuevo Pacaembú       | 7 de junio | 16:00    |
| Juventud Unida Universitario     | 3 - 0     | San Martín (SM)   | Mario Sebastián Diez | 8 de junio | 15:30    |
| Gutiérrez                        | 0 - 2     | Argentino (MM)    | General Gutiérrez    | 8 de junio | 16:00    |
| Atenas (RC)                      | 0 - 1     | Ciudad de Bolívar | 9 de Julio           | 8 de junio | 16:30    |
| Libre: Sportivo Estudiantes (SL) |           |                   |                      |            |          |

| Fecha 14                  | Fecha 14  | Fecha 14                     | Fecha 14            | Fecha 14    | Fecha 14 |
| Local                     | Resultado | Visitante                    | Estadio             | Fecha       | Hora     |
| ------------------------- | --------- | ---------------------------- | ------------------- | ----------- | -------- |
| Ciudad de Bolívar         | 0 - 0     | Costa Brava                  | Municipal Eva Perón | 14 de junio | 15:30    |
| Sportivo Estudiantes (SL) | 0 - 2     | Atenas (RC)                  | Juan Gilberto Funes | 15 de junio | 15:00    |
| Argentino (MM)            | 2 - 1     | Juventud Unida Universitario | Modesto Marrone     | 15 de junio | 15:30    |
| Huracán Las Heras         | 1 - 2     | Gutiérrez                    | General San Martín  | 16 de junio | 15:30    |
| Libre: San Martín (SM)    |           |                              |                     |             |          |

| Fecha 15                     | Fecha 15  | Fecha 15                  | Fecha 15                      | Fecha 15    | Fecha 15 |
| Local                        | Resultado | Visitante                 | Estadio                       | Fecha       | Hora     |
| ---------------------------- | --------- | ------------------------- | ----------------------------- | ----------- | -------- |
| Juventud Unida Universitario | 1 - 0     | Huracán Las Heras         | Mario Sebastián Diez          | 22 de junio | 15:00    |
| San Martín (SM)              | 1 - 1     | Argentino (MM)            | Libertador General San Martín | 22 de junio | 15:30    |
| Gutiérrez                    | 1 - 1     | Ciudad de Bolívar         | General Gutiérrez             | 22 de junio | 15:30    |
| Costa Brava                  | 1 - 0     | Sportivo Estudiantes (SL) | Nuevo Pacaembú                | 22 de junio | 20:30    |
| Libre: Atenas (RC)           |           |                           |                               |             |          |

| Fecha 16                  | Fecha 16  | Fecha 16                     | Fecha 16                      | Fecha 16    | Fecha 16 |
| Local                     | Resultado | Visitante                    | Estadio                       | Fecha       | Hora     |
| ------------------------- | --------- | ---------------------------- | ----------------------------- | ----------- | -------- |
| Sportivo Estudiantes (SL) | 3 - 1     | Gutiérrez                    | Héctor Odicino y Pedro Benoza | 28 de junio | 14:00    |
| Ciudad de Bolívar         | 1 - 0     | Juventud Unida Universitario | Municipal Eva Perón           | 28 de junio | 15:30    |
| Huracán Las Heras         | 2 - 0     | San Martín (SM)              | General San Martín            | 29 de junio | 15:30    |
| Atenas (RC)               | 1 - 0     | Costa Brava                  | 9 de Julio                    | 30 de junio | 13:30    |
| Libre: Argentino (MM)     |           |                              |                               |             |          |

| Fecha 17                     | Fecha 17  | Fecha 17                  | Fecha 17                      | Fecha 17   | Fecha 17 |
| Local                        | Resultado | Visitante                 | Estadio                       | Fecha      | Hora     |
| ---------------------------- | --------- | ------------------------- | ----------------------------- | ---------- | -------- |
| Juventud Unida Universitario | 1 - 1     | Sportivo Estudiantes (SL) | Mario Sebastián Diez          | 6 de julio | 15:00    |
| Gutiérrez                    | 1 - 2     | Atenas (RC)               | General Gutiérrez             | 6 de julio | 15:00    |
| San Martín (SM)              | 1 - 0     | Ciudad de Bolívar         | Libertador General San Martín | 6 de julio | 15:30    |
| Argentino (MM)               | 1 - 0     | Huracán Las Heras         | Modesto Marrone               | 6 de julio | 15:30    |
| Libre: Costa Brava           |           |                           |                               |            |          |

| Fecha 18                  | Fecha 18  | Fecha 18                     | Fecha 18                      | Fecha 18    | Fecha 18 |
| Local                     | Resultado | Visitante                    | Estadio                       | Fecha       | Hora     |
| ------------------------- | --------- | ---------------------------- | ----------------------------- | ----------- | -------- |
| Ciudad de Bolívar         | 4 - 1     | Argentino (MM)               | Municipal Eva Perón           | 12 de julio | 15:00    |
| Atenas (RC)               | 1 - 0     | Juventud Unida Universitario | 9 de Julio                    | 12 de julio | 16:30    |
| Costa Brava               | 3 - 0     | Gutiérrez                    | Nuevo Pacaembú                | 13 de julio | 15:00    |
| Sportivo Estudiantes (SL) | 0 - 1     | San Martín (SM)              | Héctor Odicino y Pedro Benoza | 13 de julio | 15:00    |
| Libre: Huracán Las Heras  |           |                              |                               |             |          |

|  |

### Zona 3

#### Tabla de posiciones final
| Pos. | Equipo                      | Pts. | PJ | PG | PE | PP | GF | GC | Dif. |
| ---- | --------------------------- | ---- | -- | -- | -- | -- | -- | -- | ---- |
| 1.º  | Gimnasia y Esgrima (C)      | 30   | 18 | 7  | 9  | 2  | 17 | 14 | 3    |
| 2.º  | Douglas Haig                | 29   | 18 | 7  | 8  | 3  | 18 | 12 | 6    |
| 3.º  | Sportivo Belgrano           | 27   | 18 | 7  | 6  | 5  | 19 | 12 | 7    |
| 4.º  | Independiente (C)           | 26   | 18 | 6  | 8  | 4  | 16 | 13 | 3    |
| 5.º  | 9 de Julio (R)              | 25   | 18 | 7  | 4  | 7  | 20 | 20 | 0    |
| 6.º  | Sportivo Las Parejas        | 22   | 18 | 5  | 7  | 6  | 20 | 19 | 1    |
| 7.º  | Defensores de Belgrano (VR) | 20   | 18 | 4  | 8  | 6  | 9  | 14 | −5   |
| 8.º  | Gimnasia y Esgrima (CdU)    | 20   | 18 | 5  | 5  | 8  | 14 | 20 | −6   |
| 9.º  | El Linqueño                 | 19   | 18 | 4  | 7  | 7  | 16 | 20 | −4   |
| 10.º | Ben Hur                     | 18   | 18 | 4  | 6  | 8  | 15 | 20 | −5   |

|  | Clasificaron a la Segunda fase.            |
|  | Pasaron a la Primera etapa de la Reválida. |

##### Evolución de las posiciones

###### Primera rueda
| Equipo / Fecha              | 1    | 2   | 3    | 4    | 5    | 6    | 7    | 8    | 9    |
| --------------------------- | ---- | --- | ---- | ---- | ---- | ---- | ---- | ---- | ---- |
| 9 de Julio (R)              | 4.º  | 9.º | 5.º  | 7.º  | 8.º  | 9.º  | 9.º  | 9.º  | 9.º  |
| Ben Hur                     | 10.º | 9.º | 10.º | 6.º  | 8.º  | 6.º  | 8.º  | 5.º  | 6.º  |
| Defensores de Belgrano (VR) | 4.º  | 4.º | 7.º  | 9.º  | 6.º  | 7.º  | 5.º  | 6.º  | 5.º  |
| Douglas Haig                | 6.º  | 6.º | 4.º  | 2.º  | 2.º  | 3.º  | 2.º  | 4.º  | 3.º  |
| El Linqueño                 | 8.º  | 7.º | 9.º  | 10.º | 10.º | 10.º | 10.º | 10.º | 10.º |
| Gimnasia y Esgrima (C)      | 2.º  | 2.º | 1.º  | 3.º  | 1.º  | 1.º  | 1.º  | 1.º  | 1.º  |
| Gimnasia y Esgrima (CdU)    | 2.º  | 2.º | 6.º  | 8.º  | 7.º  | 8.º  | 7.º  | 8.º  | 8.º  |
| Independiente (C)           | 8.º  | 7.º | 8.º  | 5.º  | 3.º  | 4.º  | 3.º  | 2.º  | 4.º  |
| Sportivo Belgrano           | 6.º  | 4.º | 3.º  | 1.º  | 4.º  | 2.º  | 4.º  | 3.º  | 2.º  |
| Sportivo Las Parejas        | 1.º  | 1.º | 2.º  | 4.º  | 4.º  | 5.º  | 6.º  | 7.º  | 7.º  |

|  |

###### Segunda rueda
| Equipo / Fecha              | 10   | 11   | 12   | 13   | 14   | 15   | 16   | 17   | 18   |
| --------------------------- | ---- | ---- | ---- | ---- | ---- | ---- | ---- | ---- | ---- |
| 9 de Julio (R)              | 7.º  | 6.º  | 8.º  | 7.º  | 9.º  | 7.º  | 6.º  | 5.º  | 5.º  |
| Ben Hur                     | 6.º  | 7.º  | 6.º  | 9.º  | 5.º  | 9.º  | 10.º | 10.º | 10.º |
| Defensores de Belgrano (VR) | 5.º  | 5.º  | 5.º  | 5.º  | 6.º  | 10.º | 7.º  | 8.º  | 7.º  |
| Douglas Haig                | 4.º  | 3.º  | 2.º  | 2.º  | 1.º  | 1.º  | 1.º  | 1.º  | 2.º  |
| El Linqueño                 | 10.º | 9.º  | 10.º | 8.º  | 10.º | 8.º  | 9.º  | 9.º  | 9.º  |
| Gimnasia y Esgrima (C)      | 2.º  | 2.º  | 3.º  | 3.º  | 3.º  | 3.º  | 3.º  | 2.º  | 1.º  |
| Gimnasia y Esgrima (CdU)    | 9.º  | 10.º | 7.º  | 6.º  | 7.º  | 5.º  | 8.º  | 7.º  | 8.º  |
| Independiente (C)           | 3.º  | 4.º  | 4.º  | 4.º  | 4.º  | 4.º  | 4.º  | 4.º  | 4.º  |
| Sportivo Belgrano           | 1.º  | 1.º  | 1.º  | 1.º  | 2.º  | 2.º  | 2.º  | 3.º  | 3.º  |
| Sportivo Las Parejas        | 8.º  | 8.º  | 9.º  | 10.º | 8.º  | 6.º  | 5.º  | 6.º  | 6.º  |

|  |

#### Resultados

##### Primera rueda
| Fecha 1                | Fecha 1   | Fecha 1                     | Fecha 1            | Fecha 1     | Fecha 1 |
| Local                  | Resultado | Visitante                   | Estadio            | Fecha       | Hora    |
| ---------------------- | --------- | --------------------------- | ------------------ | ----------- | ------- |
| Gimnasia y Esgrima (C) | 1 - 0     | Independiente (C)           | José María Paz     | 16 de marzo | 17:00   |
| El Linqueño            | 0 - 1     | Gimnasia y Esgrima (CdU)    | Leonardo Costa     | 16 de marzo | 17:00   |
| Sportivo Las Parejas   | 3 - 0     | Ben Hur                     | 4 de Septiembre    | 16 de marzo | 18:30   |
| Sportivo Belgrano      | 0 - 0     | Douglas Haig                | Juan Pablo Francia | 16 de marzo | 19:05   |
| 9 de Julio (R)         | 1 - 1     | Defensores de Belgrano (VR) | Germán Solterman   | 16 de marzo | 20:00   |

| Fecha 2                  | Fecha 2   | Fecha 2                     | Fecha 2               | Fecha 2     | Fecha 2 |
| Local                    | Resultado | Visitante                   | Estadio               | Fecha       | Hora    |
| ------------------------ | --------- | --------------------------- | --------------------- | ----------- | ------- |
| Gimnasia y Esgrima (CdU) | 0 - 0     | Defensores de Belgrano (VR) | Manuel y Ramón Núñez  | 23 de marzo | 15:30   |
| Independiente (C)        | 2 - 2     | El Linqueño                 | Raúl Orlando Lungarzo | 23 de marzo | 16:00   |
| Douglas Haig             | 0 - 0     | Gimnasia y Esgrima (C)      | Miguel Morales        | 23 de marzo | 16:30   |
| Ben Hur                  | 1 - 1     | Sportivo Belgrano           | Néstor Zenklusen      | 23 de marzo | 19:30   |
| Sportivo Las Parejas     | 3 - 0     | 9 de Julio (R)              | 4 de Septiembre       | 26 de marzo | 21:00   |

| Fecha 3                     | Fecha 3   | Fecha 3                  | Fecha 3              | Fecha 3     | Fecha 3 |
| Local                       | Resultado | Visitante                | Estadio              | Fecha       | Hora    |
| --------------------------- | --------- | ------------------------ | -------------------- | ----------- | ------- |
| Defensores de Belgrano (VR) | 0 - 0     | Independiente (C)        | Único de San Nicolás | 30 de marzo | 15:30   |
| Gimnasia y Esgrima (C)      | 2 - 1     | Ben Hur                  | José María Paz       | 30 de marzo | 16:00   |
| 9 de Julio (R)              | 2 - 0     | Gimnasia y Esgrima (CdU) | Germán Solterman     | 30 de marzo | 17:00   |
| El Linqueño                 | 2 - 3     | Douglas Haig             | Leonardo Costa       | 30 de marzo | 17:30   |
| Sportivo Belgrano           | 3 - 0     | Sportivo Las Parejas     | Juan Pablo Francia   | 30 de marzo | 18:00   |

| Fecha 4              | Fecha 4   | Fecha 4                     | Fecha 4               | Fecha 4    | Fecha 4 |
| Local                | Resultado | Visitante                   | Estadio               | Fecha      | Hora    |
| -------------------- | --------- | --------------------------- | --------------------- | ---------- | ------- |
| Independiente (C)    | 3 - 0     | Gimnasia y Esgrima (CdU)    | Raúl Orlando Lungarzo | 6 de abril | 15:30   |
| Douglas Haig         | 2 - 0     | Defensores de Belgrano (VR) | Miguel Morales        | 6 de abril | 15:30   |
| Sportivo Las Parejas | 0 - 0     | Gimnasia y Esgrima (C)      | 4 de Septiembre       | 6 de abril | 16:30   |
| Ben Hur              | 2 - 0     | El Linqueño                 | Néstor Zenklusen      | 6 de abril | 19:00   |
| Sportivo Belgrano    | 1 - 0     | 9 de Julio (R)              | Juan Pablo Francia    | 7 de abril | 20:15   |

| Fecha 5                     | Fecha 5   | Fecha 5              | Fecha 5              | Fecha 5     | Fecha 5 |
| Local                       | Resultado | Visitante            | Estadio              | Fecha       | Hora    |
| --------------------------- | --------- | -------------------- | -------------------- | ----------- | ------- |
| Gimnasia y Esgrima (C)      | 2 - 1     | Sportivo Belgrano    | José María Paz       | 13 de abril | 15:30   |
| Gimnasia y Esgrima (CdU)    | 0 - 0     | Douglas Haig         | Manuel y Ramón Núñez | 13 de abril | 16:00   |
| Defensores de Belgrano (VR) | 1 - 0     | Ben Hur              | Único de San Nicolás | 13 de abril | 16:00   |
| El Linqueño                 | 0 - 0     | Sportivo Las Parejas | Leonardo Costa       | 13 de abril | 16:00   |
| 9 de Julio (R)              | 0 - 2     | Independiente (C)    | Germán Solterman     | 14 de abril | 20:30   |

| Fecha 6                | Fecha 6   | Fecha 6                     | Fecha 6            | Fecha 6     | Fecha 6 |
| Local                  | Resultado | Visitante                   | Estadio            | Fecha       | Hora    |
| ---------------------- | --------- | --------------------------- | ------------------ | ----------- | ------- |
| Gimnasia y Esgrima (C) | 2 - 1     | 9 de Julio (R)              | José María Paz     | 20 de abril | 16:15   |
| Sportivo Las Parejas   | 0 - 0     | Defensores de Belgrano (VR) | 4 de Septiembre    | 20 de abril | 16:30   |
| Douglas Haig           | 1 - 1     | Independiente (C)           | Miguel Morales     | 20 de abril | 16:30   |
| Ben Hur                | 2 - 0     | Gimnasia y Esgrima (CdU)    | Néstor Zenklusen   | 20 de abril | 18:00   |
| Sportivo Belgrano      | 3 - 1     | El Linqueño                 | Juan Pablo Francia | 20 de abril | 20:00   |

| Fecha 7                     | Fecha 7   | Fecha 7                | Fecha 7               | Fecha 7     | Fecha 7 |
| Local                       | Resultado | Visitante              | Estadio               | Fecha       | Hora    |
| --------------------------- | --------- | ---------------------- | --------------------- | ----------- | ------- |
| Defensores de Belgrano (VR) | 2 - 1     | Sportivo Belgrano      | Salomón Boeseldín     | 26 de abril | 16:00   |
| Gimnasia y Esgrima (CdU)    | 3 - 0     | Sportivo Las Parejas   | Manuel y Ramón Núñez  | 26 de abril | 19:30   |
| Independiente (C)           | 2 - 1     | Ben Hur                | Raúl Orlando Lungarzo | 27 de abril | 11:00   |
| 9 de Julio (R)              | 0 - 1     | Douglas Haig           | Germán Solterman      | 27 de abril | 11:00   |
| El Linqueño                 | 0 - 0     | Gimnasia y Esgrima (C) | Leonardo Costa        | 28 de abril | 20:30   |

| Fecha 8                | Fecha 8   | Fecha 8                     | Fecha 8            | Fecha 8   | Fecha 8 |
| Local                  | Resultado | Visitante                   | Estadio            | Fecha     | Hora    |
| ---------------------- | --------- | --------------------------- | ------------------ | --------- | ------- |
| Sportivo Belgrano      | 4 - 0     | Gimnasia y Esgrima (CdU)    | Juan Pablo Francia | 2 de mayo | 20:15   |
| Gimnasia y Esgrima (C) | 2 - 1     | Defensores de Belgrano (VR) | José María Paz     | 4 de mayo | 15:30   |
| El Linqueño            | 1 - 1     | 9 de Julio (R)              | Leonardo Costa     | 4 de mayo | 16:00   |
| Sportivo Las Parejas   | 0 - 1     | Independiente (C)           | 4 de Septiembre    | 4 de mayo | 16:30   |
| Ben Hur                | 3 - 2     | Douglas Haig                | Néstor Zenklusen   | 4 de mayo | 17:00   |

| Fecha 9                     | Fecha 9   | Fecha 9                | Fecha 9               | Fecha 9    | Fecha 9 |
| Local                       | Resultado | Visitante              | Estadio               | Fecha      | Hora    |
| --------------------------- | --------- | ---------------------- | --------------------- | ---------- | ------- |
| Independiente (C)           | 1 - 2     | Sportivo Belgrano      | Raúl Orlando Lungarzo | 10 de mayo | 15:30   |
| Defensores de Belgrano (VR) | 1 - 0     | El Linqueño            | Salomón Boeseldín     | 10 de mayo | 16:00   |
| 9 de Julio (R)              | 2 - 0     | Ben Hur                | Germán Solterman      | 11 de mayo | 16:00   |
| Douglas Haig                | 1 - 0     | Sportivo Las Parejas   | Miguel Morales        | 11 de mayo | 16:05   |
| Gimnasia y Esgrima (CdU)    | 2 - 2     | Gimnasia y Esgrima (C) | Manuel y Ramón Núñez  | 11 de mayo | 16:30   |

|  |

##### Segunda rueda
| Fecha 10                    | Fecha 10  | Fecha 10               | Fecha 10              | Fecha 10   | Fecha 10 |
| Local                       | Resultado | Visitante              | Estadio               | Fecha      | Hora     |
| --------------------------- | --------- | ---------------------- | --------------------- | ---------- | -------- |
| Independiente (C)           | 0 - 0     | Gimnasia y Esgrima (C) | Raúl Orlando Lungarzo | 18 de mayo | 15:00    |
| Defensores de Belgrano (VR) | 0 - 1     | 9 de Julio (R)         | Salomón Boeseldín     | 18 de mayo | 16:00    |
| Gimnasia y Esgrima (CdU)    | 0 - 2     | El Linqueño            | Manuel y Ramón Núñez  | 18 de mayo | 16:00    |
| Douglas Haig                | 0 - 1     | Sportivo Belgrano      | Miguel Morales        | 18 de mayo | 16:05    |
| Ben Hur                     | 1 - 1     | Sportivo Las Parejas   | Néstor Zenklusen      | 18 de mayo | 17:00    |

| Fecha 11                    | Fecha 11  | Fecha 11                 | Fecha 11             | Fecha 11   | Fecha 11 |
| Local                       | Resultado | Visitante                | Estadio              | Fecha      | Hora     |
| --------------------------- | --------- | ------------------------ | -------------------- | ---------- | -------- |
| El Linqueño                 | 3 - 1     | Independiente (C)        | Leonardo Costa       | 24 de mayo | 15:00    |
| Defensores de Belgrano (VR) | 1 - 1     | Gimnasia y Esgrima (CdU) | Único de San Nicolás | 24 de mayo | 16:00    |
| Gimnasia y Esgrima (C)      | 1 - 3     | Douglas Haig             | José María Paz       | 24 de mayo | 16:30    |
| 9 de Julio (R)              | 4 - 4     | Sportivo Las Parejas     | Germán Solterman     | 24 de mayo | 18:30    |
| Sportivo Belgrano           | 0 - 0     | Ben Hur                  | Juan Pablo Francia   | 26 de mayo | 20:35    |

| Fecha 12                 | Fecha 12  | Fecha 12                    | Fecha 12              | Fecha 12   | Fecha 12 |
| Local                    | Resultado | Visitante                   | Estadio               | Fecha      | Hora     |
| ------------------------ | --------- | --------------------------- | --------------------- | ---------- | -------- |
| Independiente (C)        | 0 - 0     | Defensores de Belgrano (VR) | Raúl Orlando Lungarzo | 31 de mayo | 15:30    |
| Gimnasia y Esgrima (CdU) | 1 - 0     | 9 de Julio (R)              | Manuel y Ramón Núñez  | 1 de junio | 15:00    |
| Douglas Haig             | 1 - 0     | El Linqueño                 | Miguel Morales        | 1 de junio | 15:00    |
| Sportivo Las Parejas     | 0 - 1     | Sportivo Belgrano           | 4 de Septiembre       | 1 de junio | 15:15    |
| Ben Hur                  | 0 - 0     | Gimnasia y Esgrima (C)      | Néstor Zenklusen      | 1 de junio | 17:00    |

| Fecha 13                    | Fecha 13  | Fecha 13             | Fecha 13             | Fecha 13   | Fecha 13 |
| Local                       | Resultado | Visitante            | Estadio              | Fecha      | Hora     |
| --------------------------- | --------- | -------------------- | -------------------- | ---------- | -------- |
| 9 de Julio (R)              | 3 - 1     | Sportivo Belgrano    | Germán Solterman     | 7 de junio | 18:00    |
| Defensores de Belgrano (VR) | 1 - 1     | Douglas Haig         | Salomón Boeseldín    | 8 de junio | 15:30    |
| Gimnasia y Esgrima (CdU)    | 3 - 0     | Independiente (C)    | Manuel y Ramón Núñez | 8 de junio | 15:30    |
| El Linqueño                 | 1 - 0     | Ben Hur              | Leonardo Costa       | 8 de junio | 16:00    |
| Gimnasia y Esgrima (C)      | 2 - 2     | Sportivo Las Parejas | José María Paz       | 8 de junio | 16:00    |

| Fecha 14             | Fecha 14  | Fecha 14                    | Fecha 14              | Fecha 14    | Fecha 14 |
| Local                | Resultado | Visitante                   | Estadio               | Fecha       | Hora     |
| -------------------- | --------- | --------------------------- | --------------------- | ----------- | -------- |
| Douglas Haig         | 1 - 0     | Gimnasia y Esgrima (CdU)    | Miguel Morales        | 14 de junio | 14:00    |
| Independiente (C)    | 2 - 0     | 9 de Julio (R)              | Raúl Orlando Lungarzo | 14 de junio | 15:00    |
| Sportivo Las Parejas | 3 - 1     | El Linqueño                 | 4 de Septiembre       | 15 de junio | 16:00    |
| Sportivo Belgrano    | 0 - 0     | Gimnasia y Esgrima (C)      | Juan Pablo Francia    | 15 de junio | 17:00    |
| Ben Hur              | 2 - 0     | Defensores de Belgrano (VR) | Néstor Zenklusen      | 15 de junio | 17:00    |

| Fecha 15                    | Fecha 15  | Fecha 15               | Fecha 15              | Fecha 15    | Fecha 15 |
| Local                       | Resultado | Visitante              | Estadio               | Fecha       | Hora     |
| --------------------------- | --------- | ---------------------- | --------------------- | ----------- | -------- |
| Independiente (C)           | 0 - 0     | Douglas Haig           | Raúl Orlando Lungarzo | 22 de junio | 15:00    |
| Defensores de Belgrano (VR) | 0 - 2     | Sportivo Las Parejas   | Salomón Boeseldín     | 22 de junio | 15:00    |
| Gimnasia y Esgrima (CdU)    | 2 - 0     | Ben Hur                | Manuel y Ramón Núñez  | 22 de junio | 15:30    |
| El Linqueño                 | 1 - 0     | Sportivo Belgrano      | Leonardo Costa        | 22 de junio | 15:30    |
| 9 de Julio (R)              | 2 - 0     | Gimnasia y Esgrima (C) | Germán Solterman      | 22 de junio | 16:00    |

| Fecha 16               | Fecha 16  | Fecha 16                    | Fecha 16           | Fecha 16    | Fecha 16 |
| Local                  | Resultado | Visitante                   | Estadio            | Fecha       | Hora     |
| ---------------------- | --------- | --------------------------- | ------------------ | ----------- | -------- |
| Ben Hur                | 0 - 0     | Independiente (C)           | Néstor Zenklusen   | 27 de junio | 20:30    |
| Gimnasia y Esgrima (C) | 1 - 1     | El Linqueño                 | José María Paz     | 28 de junio | 15:00    |
| Sportivo Las Parejas   | 2 - 1     | Gimnasia y Esgrima (CdU)    | 4 de Septiembre    | 28 de junio | 16:00    |
| Sportivo Belgrano      | 0 - 1     | Defensores de Belgrano (VR) | Juan Pablo Francia | 29 de junio | 15:30    |
| Douglas Haig           | 0 - 1     | 9 de Julio (R)              | Miguel Morales     | 29 de junio | 16:15    |

| Fecha 17                    | Fecha 17  | Fecha 17               | Fecha 17              | Fecha 17   | Fecha 17 |
| Local                       | Resultado | Visitante              | Estadio               | Fecha      | Hora     |
| --------------------------- | --------- | ---------------------- | --------------------- | ---------- | -------- |
| Independiente (C)           | 1 - 0     | Sportivo Las Parejas   | Raúl Orlando Lungarzo | 5 de julio | 15:00    |
| Gimnasia y Esgrima (CdU)    | 0 - 0     | Sportivo Belgrano      | Manuel y Ramón Núñez  | 6 de julio | 15:00    |
| 9 de Julio (R)              | 1 - 1     | El Linqueño            | Germán Solterman      | 6 de julio | 15:00    |
| Defensores de Belgrano (VR) | 0 - 1     | Gimnasia y Esgrima (C) | Salomón Boeseldín     | 6 de julio | 15:30    |
| Douglas Haig                | 2 - 2     | Ben Hur                | Miguel Morales        | 6 de julio | 16:05    |

| Fecha 18               | Fecha 18  | Fecha 18                    | Fecha 18           | Fecha 18    | Fecha 18 |
| Local                  | Resultado | Visitante                   | Estadio            | Fecha       | Hora     |
| ---------------------- | --------- | --------------------------- | ------------------ | ----------- | -------- |
| Sportivo Belgrano      | 0 - 0     | Independiente (C)           | Juan Pablo Francia | 11 de julio | 20:30    |
| El Linqueño            | 0 - 0     | Defensores de Belgrano (VR) | Leonardo Costa     | 13 de julio | 15:30    |
| Gimnasia y Esgrima (C) | 1 - 0     | Gimnasia y Esgrima (CdU)    | José María Paz     | 13 de julio | 15:30    |
| Sportivo Las Parejas   | 0 - 0     | Douglas Haig                | 4 de Septiembre    | 13 de julio | 15:30    |
| Ben Hur                | 0 - 1     | 9 de Julio (R)              | Néstor Zenklusen   | 13 de julio | 15:30    |

| 1. |

### Zona 4

#### Tabla de posiciones final
| Pos. | Equipo              | Pts. | PJ | PG | PE | PP | GF | GC | Dif. |
| ---- | ------------------- | ---- | -- | -- | -- | -- | -- | -- | ---- |
| 1.º  | Sarmiento (LB)      | 32   | 16 | 10 | 2  | 4  | 21 | 11 | 10   |
| 2.º  | San Martín (F)      | 31   | 16 | 8  | 7  | 1  | 29 | 9  | 20   |
| 3.º  | Atlético de Rafaela | 26   | 16 | 7  | 5  | 4  | 19 | 15 | 4    |
| 4.º  | Juventud Antoniana  | 23   | 16 | 6  | 5  | 5  | 19 | 15 | 4    |
| 5.º  | Bartolomé Mitre (P) | 21   | 16 | 5  | 6  | 5  | 15 | 14 | 1    |
| 6.º  | Sol de América (F)  | 20   | 16 | 5  | 5  | 6  | 21 | 19 | 2    |
| 7.º  | Sarmiento (R)       | 18   | 16 | 4  | 6  | 6  | 12 | 22 | −10  |
| 8.º  | Boca Unidos         | 12   | 16 | 2  | 6  | 8  | 16 | 27 | −11  |
| 9.º  | Crucero del Norte   | 10   | 16 | 2  | 4  | 10 | 10 | 30 | −20  |

|  | Clasificaron a la Segunda fase.            |
|  | Pasaron a la Primera etapa de la Reválida. |

##### Evolución de las posiciones

###### Primera rueda
| Equipo / Fecha      | 1   | 2   | 3   | 4   | 5   | 6   | 7   | 8   | 9   |
| ------------------- | --- | --- | --- | --- | --- | --- | --- | --- | --- |
| Atlético de Rafaela | 8.º | 7.º | 6.º | 5.º | 5.º | 2.º | 1.º | 1.º | 1.º |
| Bartolomé Mitre (P) | 1.º | 1.º | 3.º | 3.º | 4.º | 6.º | 6.º | 5.º | 4.º |
| Boca Unidos         | 6.º | 8.º | 9.º | 9.º | 9.º | 9.º | 7.º | 7.º | 7.º |
| Crucero del Norte   | 8.º | 9.º | 8.º | 8.º | 7.º | 8.º | 9.º | 9.º | 8.º |
| Juventud Antoniana  | 4.º | 6.º | 5.º | 6.º | 8.º | 5.º | 5.º | 4.º | 5.º |
| Sarmiento (LB)      | 7.º | 3.º | 1.º | 1.º | 1.º | 1.º | 2.º | 2.º | 3.º |
| Sarmiento (R)       | 3.º | 5.º | 7.º | 7.º | 6.º | 7.º | 8.º | 8.º | 9.º |
| San Martín (F)      | -   | 2.º | 2.º | 4.º | 3.º | 4.º | 3.º | 3.º | 2.º |
| Sol de América (F)  | 1.º | 4.º | 4.º | 2.º | 2.º | 3.º | 4.º | 6.º | 6.º |

|  |

###### Segunda rueda
| Equipo / Fecha      | 10  | 11  | 12  | 13  | 14  | 15  | 16  | 17  | 18  |
| ------------------- | --- | --- | --- | --- | --- | --- | --- | --- | --- |
| Atlético de Rafaela | 1.º | 2.º | 2.º | 1.º | 2.º | 3.º | 3.º | 3.º | 3.º |
| Bartolomé Mitre (P) | 4.º | 4.º | 4.º | 4.º | 4.º | 4.º | 4.º | 4.º | 5.º |
| Boca Unidos         | 6.º | 6.º | 8.º | 8.º | 8.º | 8.º | 8.º | 8.º | 8.º |
| Crucero del Norte   | 7.º | 8.º | 9.º | 9.º | 9.º | 9.º | 9.º | 9.º | 9.º |
| Juventud Antoniana  | 5.º | 5.º | 5.º | 5.º | 5.º | 5.º | 5.º | 5.º | 4.º |
| Sarmiento (LB)      | 2.º | 1.º | 1.º | 3.º | 1.º | 1.º | 1.º | 1.º | 1.º |
| Sarmiento (R)       | 9.º | 7.º | 6.º | 7.º | 7.º | 7.º | 7.º | 7.º | 7.º |
| San Martín (F)      | 3.º | 3.º | 3.º | 2.º | 3.º | 2.º | 2.º | 2.º | 2.º |
| Sol de América (F)  | 8.º | 9.º | 7.º | 6.º | 6.º | 6.º | 6.º | 6.º | 6.º |

|  |

#### Resultados

##### Primera rueda
| Fecha 1               | Fecha 1   | Fecha 1             | Fecha 1                     | Fecha 1     | Fecha 1 |
| Local                 | Resultado | Visitante           | Estadio                     | Fecha       | Hora    |
| --------------------- | --------- | ------------------- | --------------------------- | ----------- | ------- |
| Juventud Antoniana    | 1 - 0     | Sarmiento (LB)      | Padre Ernesto Martearena    | 14 de marzo | 22:00   |
| Sol de América (F)    | 3 - 1     | Atlético de Rafaela | Sol de América              | 16 de marzo | 16:45   |
| Crucero del Norte     | 1 - 3     | Bartolomé Mitre (P) | Comandante Andrés Guacurarí | 16 de marzo | 17:00   |
| Sarmiento (R)         | 2 - 1     | Boca Unidos         | Centenario                  | 16 de marzo | 19:30   |
| Libre: San Martín (F) |           |                     |                             |             |         |

| Fecha 2                   | Fecha 2   | Fecha 2            | Fecha 2             | Fecha 2     | Fecha 2 |
| Local                     | Resultado | Visitante          | Estadio             | Fecha       | Hora    |
| ------------------------- | --------- | ------------------ | ------------------- | ----------- | ------- |
| Atlético de Rafaela       | 1 - 0     | Juventud Antoniana | Nuevo Monumental    | 22 de marzo | 18:00   |
| Boca Unidos               | 0 - 3     | San Martín (F)     | Leoncio Benítez     | 23 de marzo | 16:30   |
| Bartolomé Mitre (P)       | 1 - 0     | Sarmiento (R)      | Ernesto Cucchiaroni | 23 de marzo | 17:00   |
| Sarmiento (LB)            | 4 - 1     | Crucero del Norte  | Ciudad de La Banda  | 23 de marzo | 18:00   |
| Libre: Sol de América (F) |           |                    |                     |             |         |

| Fecha 3            | Fecha 3   | Fecha 3             | Fecha 3                     | Fecha 3     | Fecha 3 |
| Local              | Resultado | Visitante           | Estadio                     | Fecha       | Hora    |
| ------------------ | --------- | ------------------- | --------------------------- | ----------- | ------- |
| Juventud Antoniana | 2 - 2     | Sol de América (F)  | Padre Ernesto Martearena    | 28 de marzo | 22:00   |
| Crucero del Norte  | 3 - 2     | Atlético de Rafaela | Comandante Andrés Guacurarí | 29 de marzo | 17:00   |
| San Martín (F)     | 1 - 0     | Bartolomé Mitre (P) | 17 de Octubre               | 30 de marzo | 16:00   |
| Sarmiento (R)      | 1 - 3     | Sarmiento (LB)      | Centenario                  | 30 de marzo | 17:00   |
| Libre: Boca Unidos |           |                     |                             |             |         |

| Fecha 4                   | Fecha 4   | Fecha 4           | Fecha 4             | Fecha 4    | Fecha 4 |
| Local                     | Resultado | Visitante         | Estadio             | Fecha      | Hora    |
| ------------------------- | --------- | ----------------- | ------------------- | ---------- | ------- |
| Atlético de Rafaela       | 2 - 1     | Sarmiento (R)     | Nuevo Monumental    | 4 de abril | 21:00   |
| Sol de América (F)        | 4 - 0     | Crucero del Norte | Sol de América      | 6 de abril | 16:15   |
| Bartolomé Mitre (P)       | 1 - 1     | Boca Unidos       | Ernesto Cucchiaroni | 6 de abril | 17:00   |
| Sarmiento (LB)            | 1 - 0     | San Martín (F)    | Ciudad de La Banda  | 6 de abril | 18:00   |
| Libre: Juventud Antoniana |           |                   |                     |            |         |

| Fecha 5                    | Fecha 5   | Fecha 5             | Fecha 5                     | Fecha 5     | Fecha 5 |
| Local                      | Resultado | Visitante           | Estadio                     | Fecha       | Hora    |
| -------------------------- | --------- | ------------------- | --------------------------- | ----------- | ------- |
| Crucero del Norte          | 1 - 0     | Juventud Antoniana  | Comandante Andrés Guacurarí | 12 de abril | 16:30   |
| Sarmiento (R)              | 1 - 0     | Sol de América (F)  | Centenario                  | 12 de abril | 20:00   |
| Boca Unidos                | 2 - 1     | Sarmiento (LB)      | Leoncio Benítez             | 13 de abril | 15:30   |
| San Martín (F)             | 1 - 1     | Atlético de Rafaela | 17 de Octubre               | 13 de abril | 16:00   |
| Libre: Bartolomé Mitre (P) |           |                     |                             |             |         |

| Fecha 6                  | Fecha 6   | Fecha 6             | Fecha 6                  | Fecha 6     | Fecha 6 |
| Local                    | Resultado | Visitante           | Estadio                  | Fecha       | Hora    |
| ------------------------ | --------- | ------------------- | ------------------------ | ----------- | ------- |
| Sarmiento (LB)           | 1 - 0     | Bartolomé Mitre (P) | Ciudad de La Banda       | 18 de abril | 18:00   |
| Juventud Antoniana       | 3 - 0     | Sarmiento (R)       | Padre Ernesto Martearena | 18 de abril | 22:00   |
| Atlético de Rafaela      | 2 - 0     | Boca Unidos         | Nuevo Monumental         | 19 de abril | 17:00   |
| Sol de América (F)       | 1 - 1     | San Martín (F)      | Sol de América           | 20 de abril | 16:00   |
| Libre: Crucero del Norte |           |                     |                          |             |         |

| Fecha 7               | Fecha 7   | Fecha 7             | Fecha 7             | Fecha 7     | Fecha 7 |
| Local                 | Resultado | Visitante           | Estadio             | Fecha       | Hora    |
| --------------------- | --------- | ------------------- | ------------------- | ----------- | ------- |
| Boca Unidos           | 2 - 0     | Sol de América (F)  | Leoncio Benítez     | 26 de abril | 15:30   |
| San Martín (F)        | 0 - 0     | Juventud Antoniana  | 17 de Octubre       | 26 de abril | 16:00   |
| Bartolomé Mitre (P)   | 0 - 1     | Atlético de Rafaela | Ernesto Cucchiaroni | 26 de abril | 16:30   |
| Sarmiento (R)         | 0 - 0     | Crucero del Norte   | Centenario          | 27 de abril | 19:00   |
| Libre: Sarmiento (LB) |           |                     |                     |             |         |

| Fecha 8              | Fecha 8   | Fecha 8             | Fecha 8                     | Fecha 8   | Fecha 8 |
| Local                | Resultado | Visitante           | Estadio                     | Fecha     | Hora    |
| -------------------- | --------- | ------------------- | --------------------------- | --------- | ------- |
| Juventud Antoniana   | 2 - 1     | Boca Unidos         | Padre Ernesto Martearena    | 2 de mayo | 22:00   |
| Atlético de Rafaela  | 2 - 1     | Sarmiento (LB)      | Nuevo Monumental            | 3 de mayo | 18:05   |
| Sol de América (F)   | 0 - 1     | Bartolomé Mitre (P) | Sol de América              | 4 de mayo | 15:45   |
| Crucero del Norte    | 0 - 1     | San Martín (F)      | Comandante Andrés Guacurarí | 4 de mayo | 16:00   |
| Libre: Sarmiento (R) |           |                     |                             |           |         |

| Fecha 9                    | Fecha 9   | Fecha 9            | Fecha 9             | Fecha 9    | Fecha 9 |
| Local                      | Resultado | Visitante          | Estadio             | Fecha      | Hora    |
| -------------------------- | --------- | ------------------ | ------------------- | ---------- | ------- |
| San Martín (F)             | 5 - 0     | Sarmiento (R)      | 17 de Octubre       | 10 de mayo | 16:00   |
| Boca Unidos                | 2 - 2     | Crucero del Norte  | Leoncio Benítez     | 11 de mayo | 15:30   |
| Bartolomé Mitre (P)        | 2 - 0     | Juventud Antoniana | Ernesto Cucchiaroni | 11 de mayo | 16:00   |
| Sarmiento (LB)             | 2 - 1     | Sol de América (F) | Ciudad de La Banda  | 11 de mayo | 17:00   |
| Libre: Atlético de Rafaela |           |                    |                     |            |         |

|  |

##### Segunda rueda
| Fecha 10              | Fecha 10  | Fecha 10           | Fecha 10            | Fecha 10   | Fecha 10 |
| Local                 | Resultado | Visitante          | Estadio             | Fecha      | Hora     |
| --------------------- | --------- | ------------------ | ------------------- | ---------- | -------- |
| Atlético de Rafaela   | 1 - 0     | Sol de América (F) | Nuevo Monumental    | 17 de mayo | 18:00    |
| Boca Unidos           | 0 - 0     | Sarmiento (R)      | Leoncio Benítez     | 18 de mayo | 15:30    |
| Bartolomé Mitre (P)   | 0 - 0     | Crucero del Norte  | Ernesto Cucchiaroni | 18 de mayo | 16:30    |
| Sarmiento (LB)        | 2 - 1     | Juventud Antoniana | Ciudad de La Banda  | 18 de mayo | 17:00    |
| Libre: San Martín (F) |           |                    |                     |            |          |

| Fecha 11                  | Fecha 11  | Fecha 11            | Fecha 11                    | Fecha 11   | Fecha 11 |
| Local                     | Resultado | Visitante           | Estadio                     | Fecha      | Hora     |
| ------------------------- | --------- | ------------------- | --------------------------- | ---------- | -------- |
| Juventud Antoniana        | 2 - 0     | Atlético de Rafaela | Padre Ernesto Martearena    | 23 de mayo | 22:00    |
| San Martín (F)            | 3 - 0     | Boca Unidos         | 17 de Octubre               | 24 de mayo | 16:00    |
| Crucero del Norte         | 0 - 2     | Sarmiento (LB)      | Comandante Andrés Guacurarí | 25 de mayo | 16:00    |
| Sarmiento (R)             | 3 - 3     | Bartolomé Mitre (P) | Centenario                  | 25 de mayo | 16:00    |
| Libre: Sol de América (F) |           |                     |                             |            |          |

| Fecha 12            | Fecha 12  | Fecha 12           | Fecha 12            | Fecha 12   | Fecha 12 |
| Local               | Resultado | Visitante          | Estadio             | Fecha      | Hora     |
| ------------------- | --------- | ------------------ | ------------------- | ---------- | -------- |
| Sarmiento (LB)      | 0 - 0     | Sarmiento (R)      | Ciudad de La Banda  | 30 de mayo | 21:30    |
| Atlético de Rafaela | 3 - 0     | Crucero del Norte  | Nuevo Monumental    | 31 de mayo | 17:00    |
| Bartolomé Mitre (P) | 1 - 1     | San Martín (F)     | Ernesto Cucchiaroni | 1 de junio | 15:45    |
| Sol de América (F)  | 1 - 1     | Juventud Antoniana | Sol de América      | 1 de junio | 16:00    |
| Libre: Boca Unidos  |           |                    |                     |            |          |

| Fecha 13                  | Fecha 13  | Fecha 13            | Fecha 13                    | Fecha 13   | Fecha 13 |
| Local                     | Resultado | Visitante           | Estadio                     | Fecha      | Hora     |
| ------------------------- | --------- | ------------------- | --------------------------- | ---------- | -------- |
| Crucero del Norte         | 0 - 1     | Sol de América (F)  | Comandante Andrés Guacurarí | 7 de junio | 15:30    |
| Sarmiento (R)             | 0 - 0     | Atlético de Rafaela | Centenario                  | 7 de junio | 17:00    |
| Boca Unidos               | 1 - 2     | Bartolomé Mitre (P) | Leoncio Benítez             | 8 de junio | 15:00    |
| San Martín (F)            | 1 - 0     | Sarmiento (LB)      | 17 de Octubre               | 8 de junio | 16:00    |
| Libre: Juventud Antoniana |           |                     |                             |            |          |

| Fecha 14                   | Fecha 14  | Fecha 14          | Fecha 14                 | Fecha 14    | Fecha 14 |
| Local                      | Resultado | Visitante         | Estadio                  | Fecha       | Hora     |
| -------------------------- | --------- | ----------------- | ------------------------ | ----------- | -------- |
| Atlético de Rafaela        | 1 - 1     | San Martín (F)    | Nuevo Monumental         | 13 de junio | 21:00    |
| Juventud Antoniana         | 1 - 0     | Crucero del Norte | Padre Ernesto Martearena | 13 de junio | 22:00    |
| Sol de América (F)         | 2 - 0     | Sarmiento (R)     | Sol de América           | 15 de junio | 16:00    |
| Sarmiento (LB)             | 1 - 0     | Boca Unidos       | Ciudad de La Banda       | 15 de junio | 17:00    |
| Libre: Bartolomé Mitre (P) |           |                   |                          |             |          |

| Fecha 15                 | Fecha 15  | Fecha 15            | Fecha 15            | Fecha 15    | Fecha 15 |
| Local                    | Resultado | Visitante           | Estadio             | Fecha       | Hora     |
| ------------------------ | --------- | ------------------- | ------------------- | ----------- | -------- |
| Sarmiento (R)            | 2 - 1     | Juventud Antoniana  | Centenario          | 20 de junio | 15:30    |
| Boca Unidos              | 2 - 2     | Atlético de Rafaela | Leoncio Benítez     | 22 de junio | 15:00    |
| Bartolomé Mitre (P)      | 0 - 1     | Sarmiento (LB)      | Ernesto Cucchiaroni | 22 de junio | 15:30    |
| San Martín (F)           | 4 - 1     | Sol de América (F)  | 17 de Octubre       | 22 de junio | 16:00    |
| Libre: Crucero del Norte |           |                     |                     |             |          |

| Fecha 16              | Fecha 16  | Fecha 16            | Fecha 16                    | Fecha 16    | Fecha 16 |
| Local                 | Resultado | Visitante           | Estadio                     | Fecha       | Hora     |
| --------------------- | --------- | ------------------- | --------------------------- | ----------- | -------- |
| Sol de América (F)    | 3 - 1     | Boca Unidos         | Sol de América              | 27 de junio | 15:30    |
| Juventud Antoniana    | 1 - 1     | San Martín (F)      | Padre Ernesto Martearena    | 27 de junio | 22:00    |
| Atlético de Rafaela   | 0 - 0     | Bartolomé Mitre (P) | Nuevo Monumental            | 28 de junio | 15:00    |
| Crucero del Norte     | 0 - 1     | Sarmiento (R)       | Comandante Andrés Guacurarí | 28 de junio | 15:30    |
| Libre: Sarmiento (LB) |           |                     |                             |             |          |

| Fecha 17             | Fecha 17  | Fecha 17            | Fecha 17            | Fecha 17   | Fecha 17 |
| Local                | Resultado | Visitante           | Estadio             | Fecha      | Hora     |
| -------------------- | --------- | ------------------- | ------------------- | ---------- | -------- |
| Boca Unidos          | 2 - 2     | Juventud Antoniana  | Leoncio Benítez     | 5 de julio | 15:00    |
| Bartolomé Mitre (P)  | 1 - 1     | Sol de América (F)  | Ernesto Cucchiaroni | 5 de julio | 15:30    |
| San Martín (F)       | 5 - 1     | Crucero del Norte   | 17 de Octubre       | 6 de julio | 15:00    |
| Sarmiento (LB)       | 1 - 0     | Atlético de Rafaela | Ciudad de La Banda  | 6 de julio | 16:00    |
| Libre: Sarmiento (R) |           |                     |                     |            |          |

| Fecha 18                   | Fecha 18  | Fecha 18            | Fecha 18                    | Fecha 18    | Fecha 18 |
| Local                      | Resultado | Visitante           | Estadio                     | Fecha       | Hora     |
| -------------------------- | --------- | ------------------- | --------------------------- | ----------- | -------- |
| Crucero del Norte          | 1 - 1     | Boca Unidos         | Comandante Andrés Guacurarí | 12 de julio | 15:00    |
| Sol de América (F)         | 1 - 1     | Sarmiento (LB)      | Sol de América              | 13 de julio | 15:30    |
| Sarmiento (R)              | 1 - 1     | San Martín (F)      | Centenario                  | 13 de julio | 15:30    |
| Juventud Antoniana         | 2 - 0     | Bartolomé Mitre (P) | Padre Ernesto Martearena    | 13 de julio | 16:00    |
| Libre: Atlético de Rafaela |           |                     |                             |             |          |

| 1. |

## Segunda fase
Se disputa en dos zonas de nueve equipos cada una, por el sistema de todos contra todos, a una sola rueda. Los que ocupen los cuatro primeros puestos de cada una clasificarán a la Tercera fase. El resto de los equipos pasarán a la Segunda etapa de la Reválida.

### Zona A

#### Tabla de posiciones
| Pos. | Equipo            | Pts. | PJ | PG | PE | PP | GF | GC | Dif. |
| ---- | ----------------- | ---- | -- | -- | -- | -- | -- | -- | ---- |
| 1.º  | Olimpo            | 11   | 5  | 3  | 2  | 0  | 6  | 2  | 4    |
| 2.º  | Argentino (MM)    | 9    | 4  | 3  | 0  | 1  | 7  | 3  | 4    |
| 3.º  | Ciudad de Bolívar | 8    | 4  | 2  | 2  | 0  | 5  | 1  | 4    |
| 4.º  | Atenas (RC)       | 7    | 5  | 1  | 4  | 0  | 3  | 2  | 1    |
| 5.º  | Costa Brava       | 5    | 4  | 1  | 2  | 1  | 2  | 3  | −1   |
| 6.º  | Deportivo Rincón  | 5    | 5  | 1  | 2  | 2  | 1  | 4  | −3   |
| 7.º  | Cipolletti        | 4    | 4  | 1  | 1  | 2  | 3  | 4  | −1   |
| 8.º  | Villa Mitre       | 2    | 5  | 0  | 2  | 3  | 1  | 5  | −4   |
| 9.º  | Kimberley         | 1    | 4  | 0  | 1  | 3  | 2  | 6  | −4   |

|  | Los equipos que ocupen estas posiciones al finalizar la disputa clasificarán a la Tercera fase y a la Copa Argentina 2026.                 |
|  | El equipo que ocupe esta posición al finalizar la disputa pasará a la Segunda etapa de la Reválida y clasificará a la Copa Argentina 2026. |
|  | Los equipos que ocupen estas posiciones al finalizar la disputa pasarán a la Segunda etapa de la Reválida.                                 |

|  |

###### Evolución de las posiciones
| Equipo / Fecha    | 1   | 2   | 3   | 4   | 5   | 6 | 7 | 8 | 9 |
| ----------------- | --- | --- | --- | --- | --- | - | - | - | - |
| Argentino (MM)    | 7.º | 3.º | 5.º | 3.º | 2.º |   |   |   |   |
| Atenas (RC)       | 4.º | 5.º | 3.º | 4.º | 4.º |   |   |   |   |
| Cipolletti        | -   | 8.º | 6.º | 7.º | 7.º |   |   |   |   |
| Ciudad de Bolívar | 1.º | 1.º | 1.º | 2.º | 3.º |   |   |   |   |
| Costa Brava       | 3.º | 4.º | 4.º | 5.º | 5.º |   |   |   |   |
| Deportivo Rincón  | 9.º | 7.º | 7.º | 6.º | 6.º |   |   |   |   |
| Kimberley         | 4.º | 6.º | 8.º | 8.º | 9.º |   |   |   |   |
| Olimpo            | 2.º | 2.º | 2.º | 1.º | 1.º |   |   |   |   |
| Villa Mitre       | 8.º | 9.º | 9.º | 9.º | 8.º |   |   |   |   |

|  |

#### Resultados
| Fecha 1           | Fecha 1   | Fecha 1          | Fecha 1               | Fecha 1     | Fecha 1 |
| Local             | Resultado | Visitante        | Estadio               | Fecha       | Hora    |
| ----------------- | --------- | ---------------- | --------------------- | ----------- | ------- |
| Ciudad de Bolívar | 2 - 0     | Deportivo Rincón | Municipal Eva Perón   | 19 de julio | 15:30   |
| Costa Brava       | 1 - 0     | Villa Mitre      | Nuevo Pacaembú        | 20 de julio | 15:00   |
| Olimpo            | 2 - 1     | Argentino (MM)   | Roberto N. Carminatti | 20 de julio | 15:05   |
| Atenas (RC)       | 0 - 0     | Kimberley        | 9 de Julio            | 20 de julio | 16:00   |
| Libre: Cipolletti |           |                  |                       |             |         |

| Fecha 2            | Fecha 2   | Fecha 2           | Fecha 2            | Fecha 2     | Fecha 2 |
| Local              | Resultado | Visitante         | Estadio            | Fecha       | Hora    |
| ------------------ | --------- | ----------------- | ------------------ | ----------- | ------- |
| Kimberley          | 0 - 1     | Olimpo            | José Alberto Valle | 25 de julio | 15:00   |
| Deportivo Rincón   | 0 - 0     | Atenas (RC)       | Elías Moisés Gómez | 26 de julio | 15:30   |
| Villa Mitre        | 0 - 2     | Ciudad de Bolívar | El Fortín (BB)     | 27 de julio | 15:30   |
| Argentino (MM)     | 2 - 0     | Cipolletti        | Modesto Marrone    | 27 de julio | 15:30   |
| Libre: Costa Brava |           |                   |                    |             |         |

| Fecha 3               | Fecha 3   | Fecha 3          | Fecha 3               | Fecha 3     | Fecha 3 |
| Local                 | Resultado | Visitante        | Estadio               | Fecha       | Hora    |
| --------------------- | --------- | ---------------- | --------------------- | ----------- | ------- |
| Ciudad de Bolívar     | 0 - 0     | Costa Brava      | Municipal Eva Perón   | 2 de agosto | 16:00   |
| Atenas (RC)           | 1 - 0     | Villa Mitre      | 9 de Julio            | 2 de agosto | 16:30   |
| Olimpo                | 0 - 0     | Deportivo Rincón | Roberto N. Carminatti | 3 de agosto | 15:30   |
| Cipolletti            | 3 - 1     | Kimberley        | La Visera de Cemento  | 3 de agosto | 15:30   |
| Libre: Argentino (MM) |           |                  |                       |             |         |

| Fecha 4                  | Fecha 4   | Fecha 4        | Fecha 4            | Fecha 4      | Fecha 4 |
| Local                    | Resultado | Visitante      | Estadio            | Fecha        | Hora    |
| ------------------------ | --------- | -------------- | ------------------ | ------------ | ------- |
| Kimberley                | 1 - 2     | Argentino (MM) | José Alberto Valle | 9 de agosto  | 15:00   |
| Deportivo Rincón         | 1 - 0     | Cipolletti     | Elías Moisés Gómez | 9 de agosto  | 15:30   |
| Costa Brava              | 1 - 1     | Atenas (RC)    | Nuevo Pacaembú     | 10 de agosto | 14:00   |
| Villa Mitre              | 1 - 1     | Olimpo         | El Fortín (BB)     | 10 de agosto | 15:35   |
| Libre: Ciudad de Bolívar |           |                |                    |              |         |

| Fecha 5          | Fecha 5   | Fecha 5           | Fecha 5               | Fecha 5      | Fecha 5 |
| Local            | Resultado | Visitante         | Estadio               | Fecha        | Hora    |
| ---------------- | --------- | ----------------- | --------------------- | ------------ | ------- |
| Atenas (RC)      | 1 - 1     | Ciudad de Bolívar | 9 de Julio            | 16 de agosto | 16:30   |
| Argentino (MM)   | 2 - 0     | Deportivo Rincón  | Modesto Marrone       | 17 de agosto | 15:30   |
| Cipolletti       | 0 - 0     | Villa Mitre       | La Visera de Cemento  | 17 de agosto | 15:30   |
| Olimpo           | 2 - 0     | Costa Brava       | Roberto N. Carminatti | 17 de agosto | 15:30   |
| Libre: Kimberley |           |                   |                       |              |         |

| Fecha 6            | Fecha 6   | Fecha 6        | Fecha 6             | Fecha 6 | Fecha 6 |
| Local              | Resultado | Visitante      | Estadio             | Fecha   | Hora    |
| ------------------ | --------- | -------------- | ------------------- | ------- | ------- |
| Ciudad de Bolívar  | -         | Olimpo         | Municipal Eva Perón |         |         |
| Costa Brava        | -         | Cipolletti     | Nuevo Pacaembú      |         |         |
| Villa Mitre        | -         | Argentino (MM) | El Fortín (BB)      |         |         |
| Deportivo Rincón   | -         | Kimberley      | Elías Moisés Gómez  |         |         |
| Libre: Atenas (RC) |           |                |                     |         |         |

| Fecha 7                 | Fecha 7   | Fecha 7           | Fecha 7               | Fecha 7 | Fecha 7 |
| Local                   | Resultado | Visitante         | Estadio               | Fecha   | Hora    |
| ----------------------- | --------- | ----------------- | --------------------- | ------- | ------- |
| Cipolletti              | -         | Ciudad de Bolívar | La Visera de Cemento  |         |         |
| Argentino (MM)          | -         | Costa Brava       | Modesto Marrone       |         |         |
| Kimberley               | -         | Villa Mitre       | José Alberto Valle    |         |         |
| Olimpo                  | -         | Atenas (RC)       | Roberto N. Carminatti |         |         |
| Libre: Deportivo Rincón |           |                   |                       |         |         |

| Fecha 8           | Fecha 8   | Fecha 8          | Fecha 8             | Fecha 8 | Fecha 8 |
| Local             | Resultado | Visitante        | Estadio             | Fecha   | Hora    |
| ----------------- | --------- | ---------------- | ------------------- | ------- | ------- |
| Ciudad de Bolívar | -         | Argentino (MM)   | Municipal Eva Perón |         |         |
| Atenas (RC)       | -         | Cipolletti       | 9 de Julio          |         |         |
| Villa Mitre       | -         | Deportivo Rincón | El Fortín (BB)      |         |         |
| Costa Brava       | -         | Kimberley        | Nuevo Pacaembú      |         |         |
| Libre: Olimpo     |           |                  |                     |         |         |

| Fecha 9            | Fecha 9   | Fecha 9           | Fecha 9              | Fecha 9 | Fecha 9 |
| Local              | Resultado | Visitante         | Estadio              | Fecha   | Hora    |
| ------------------ | --------- | ----------------- | -------------------- | ------- | ------- |
| Cipolletti         | -         | Olimpo            | La Visera de Cemento |         |         |
| Deportivo Rincón   | -         | Costa Brava       | Elías Moisés Gómez   |         |         |
| Kimberley          | -         | Ciudad de Bolívar | José Alberto Valle   |         |         |
| Argentino (MM)     | -         | Atenas (RC)       | Modesto Marrone      |         |         |
| Libre: Villa Mitre |           |                   |                      |         |         |

### Zona B

#### Tabla de posiciones
| Pos. | Equipo                 | Pts. | PJ | PG | PE | PP | GF | GC | Dif. |
| ---- | ---------------------- | ---- | -- | -- | -- | -- | -- | -- | ---- |
| 1.º  | Atlético de Rafaela    | 10   | 4  | 3  | 1  | 0  | 6  | 2  | 4    |
| 2.º  | Sportivo Belgrano      | 9    | 4  | 3  | 0  | 1  | 7  | 4  | 3    |
| 3.º  | Gimnasia y Esgrima (C) | 8    | 5  | 2  | 2  | 1  | 5  | 4  | 1    |
| 4.º  | San Martín (F)         | 8    | 5  | 2  | 2  | 1  | 6  | 6  | 0    |
| 5.º  | Sarmiento (LB)         | 7    | 4  | 2  | 1  | 1  | 4  | 4  | 0    |
| 6.º  | 9 de Julio (R)         | 6    | 4  | 1  | 3  | 0  | 4  | 2  | 2    |
| 7.º  | Juventud Antoniana     | 4    | 4  | 1  | 1  | 2  | 4  | 5  | −1   |
| 8.º  | Independiente (C)      | 2    | 5  | 0  | 2  | 3  | 6  | 10 | −4   |
| 9.º  | Douglas Haig           | 0    | 5  | 0  | 0  | 5  | 2  | 7  | −5   |

|  | Los equipos que ocupen estas posiciones al finalizar la disputa clasificarán a la Tercera fase y a la Copa Argentina 2026.                 |
|  | El equipo que ocupe esta posición al finalizar la disputa pasará a la Segunda etapa de la Reválida y clasificará a la Copa Argentina 2026. |
|  | Los equipos que ocupen estas posiciones al finalizar la disputa pasarán a la Segunda etapa de la Reválida.                                 |

|  |

###### Evolución de las posiciones
| Equipo / Fecha         | 1   | 2   | 3   | 4   | 5   | 6 | 7 | 8 | 9 |
| ---------------------- | --- | --- | --- | --- | --- | - | - | - | - |
| 9 de Julio (R)         | 4.º | 2.º | 3.º | 6.º | 6.º |   |   |   |   |
| Atlético de Rafaela    | 2.º | 3.º | 1.º | 1.º | 1.º |   |   |   |   |
| Douglas Haig           | 8.º | 8.º | 9.º | 9.º | 9.º |   |   |   |   |
| Gimnasia y Esgrima (C) | 7.º | 5.º | 4.º | 2.º | 3.º |   |   |   |   |
| Independiente (C)      | 4.º | 6.º | 8.º | 8.º | 8.º |   |   |   |   |
| Juventud Antoniana     | -   | 8.º | 7.º | 7.º | 7.º |   |   |   |   |
| San Martín (F)         | 9.º | 7.º | 5.º | 3.º | 4.º |   |   |   |   |
| Sarmiento (LB)         | 3.º | 1.º | 2.º | 4.º | 5.º |   |   |   |   |
| Sportivo Belgrano      | 1.º | 4.º | 6.º | 5.º | 2.º |   |   |   |   |

|  |

#### Resultados
| Fecha 1                   | Fecha 1   | Fecha 1                | Fecha 1               | Fecha 1     | Fecha 1 |
| Local                     | Resultado | Visitante              | Estadio               | Fecha       | Hora    |
| ------------------------- | --------- | ---------------------- | --------------------- | ----------- | ------- |
| Independiente (C)         | 1 - 1     | 9 de Julio (R)         | Raúl Orlando Lungarzo | 20 de julio | 15:00   |
| Douglas Haig              | 0 - 1     | Sarmiento (LB)         | Miguel Morales        | 20 de julio | 15:30   |
| Atlético de Rafaela       | 2 - 1     | Gimnasia y Esgrima (C) | Nuevo Monumental      | 20 de julio | 16:00   |
| Sportivo Belgrano         | 3 - 0     | San Martín (F)         | Juan Pablo Francia    | 20 de julio | 16:00   |
| Libre: Juventud Antoniana |           |                        |                       |             |         |

| Fecha 2                  | Fecha 2   | Fecha 2             | Fecha 2            | Fecha 2     | Fecha 2 |
| Local                    | Resultado | Visitante           | Estadio            | Fecha       | Hora    |
| ------------------------ | --------- | ------------------- | ------------------ | ----------- | ------- |
| San Martín (F)           | 0 - 0     | Atlético de Rafaela | 17 de Octubre      | 26 de julio | 15:30   |
| Gimnasia y Esgrima (C)   | 1 - 0     | Douglas Haig        | José María Paz     | 27 de julio | 15:00   |
| 9 de Julio (R)           | 2 - 0     | Juventud Antoniana  | Germán Solterman   | 27 de julio | 15:30   |
| Sarmiento (LB)           | 2 - 1     | Independiente (C)   | Ciudad de La Banda | 27 de julio | 16:00   |
| Libre: Sportivo Belgrano |           |                     |                    |             |         |

| Fecha 3               | Fecha 3   | Fecha 3                | Fecha 3                  | Fecha 3     | Fecha 3 |
| Local                 | Resultado | Visitante              | Estadio                  | Fecha       | Hora    |
| --------------------- | --------- | ---------------------- | ------------------------ | ----------- | ------- |
| Juventud Antoniana    | 3 - 1     | Sarmiento (LB)         | Padre Ernesto Martearena | 1 de agosto | 22:00   |
| Independiente (C)     | 1 - 1     | Gimnasia y Esgrima (C) | Raúl Orlando Lungarzo    | 3 de agosto | 15:00   |
| Atlético de Rafaela   | 2 - 0     | Sportivo Belgrano      | Nuevo Monumental         | 3 de agosto | 15:00   |
| Douglas Haig          | 1 - 2     | San Martín (F)         | Miguel Morales           | 3 de agosto | 15:30   |
| Libre: 9 de Julio (R) |           |                        |                          |             |         |

| Fecha 4                    | Fecha 4   | Fecha 4            | Fecha 4            | Fecha 4      | Fecha 4 |
| Local                      | Resultado | Visitante          | Estadio            | Fecha        | Hora    |
| -------------------------- | --------- | ------------------ | ------------------ | ------------ | ------- |
| Gimnasia y Esgrima (C)     | 1 - 0     | Juventud Antoniana | José María Paz     | 10 de agosto | 15:30   |
| San Martín (F)             | 3 - 1     | Independiente (C)  | 17 de Octubre      | 10 de agosto | 15:30   |
| Sarmiento (LB)             | 0 - 0     | 9 de Julio (R)     | Ciudad de La Banda | 10 de agosto | 16:00   |
| Sportivo Belgrano          | 1 - 0     | Douglas Haig       | Juan Pablo Francia | 10 de agosto | 19:00   |
| Libre: Atlético de Rafaela |           |                    |                    |              |         |

| Fecha 5               | Fecha 5   | Fecha 5                | Fecha 5                  | Fecha 5      | Fecha 5 |
| Local                 | Resultado | Visitante              | Estadio                  | Fecha        | Hora    |
| --------------------- | --------- | ---------------------- | ------------------------ | ------------ | ------- |
| Independiente (C)     | 2 - 3     | Sportivo Belgrano      | Raúl Orlando Lungarzo    | 17 de agosto | 15:30   |
| 9 de Julio (R)        | 1 - 1     | Gimnasia y Esgrima (C) | Germán Solterman         | 17 de agosto | 16:00   |
| Douglas Haig          | 1 - 2     | Atlético de Rafaela    | Miguel Morales           | 17 de agosto | 16:15   |
| Juventud Antoniana    | 1 - 1     | San Martín (F)         | Padre Ernesto Martearena | 17 de agosto | 16:30   |
| Libre: Sarmiento (LB) |           |                        |                          |              |         |

| Fecha 6                | Fecha 6   | Fecha 6            | Fecha 6            | Fecha 6 | Fecha 6 |
| Local                  | Resultado | Visitante          | Estadio            | Fecha   | Hora    |
| ---------------------- | --------- | ------------------ | ------------------ | ------- | ------- |
| Sportivo Belgrano      | -         | Juventud Antoniana | Juan Pablo Francia |         |         |
| Atlético de Rafaela    | -         | Independiente (C)  | Nuevo Monumental   |         |         |
| San Martín (F)         | -         | 9 de Julio (R)     | 17 de Octubre      |         |         |
| Gimnasia y Esgrima (C) | -         | Sarmiento (LB)     | José María Paz     |         |         |
| Libre: Douglas Haig    |           |                    |                    |         |         |

| Fecha 7                       | Fecha 7   | Fecha 7             | Fecha 7                  | Fecha 7 | Fecha 7 |
| Local                         | Resultado | Visitante           | Estadio                  | Fecha   | Hora    |
| ----------------------------- | --------- | ------------------- | ------------------------ | ------- | ------- |
| Sarmiento (LB)                | -         | San Martín (F)      | Ciudad de La Banda       |         |         |
| 9 de Julio (R)                | -         | Sportivo Belgrano   | Germán Solterman         |         |         |
| Juventud Antoniana            | -         | Atlético de Rafaela | Padre Ernesto Martearena |         |         |
| Independiente (C)             | -         | Douglas Haig        | Raúl Orlando Lungarzo    |         |         |
| Libre: Gimnasia y Esgrima (C) |           |                     |                          |         |         |

| Fecha 8                  | Fecha 8   | Fecha 8                | Fecha 8            | Fecha 8 | Fecha 8 |
| Local                    | Resultado | Visitante              | Estadio            | Fecha   | Hora    |
| ------------------------ | --------- | ---------------------- | ------------------ | ------- | ------- |
| Atlético de Rafaela      | -         | 9 de Julio (R)         | Nuevo Monumental   |         |         |
| Sportivo Belgrano        | -         | Sarmiento (LB)         | Juan Pablo Francia |         |         |
| San Martín (F)           | -         | Gimnasia y Esgrima (C) | 17 de Octubre      |         |         |
| Douglas Haig             | -         | Juventud Antoniana     | Miguel Morales     |         |         |
| Libre: Independiente (C) |           |                        |                    |         |         |

| Fecha 9                | Fecha 9   | Fecha 9             | Fecha 9                  | Fecha 9 | Fecha 9 |
| Local                  | Resultado | Visitante           | Estadio                  | Fecha   | Hora    |
| ---------------------- | --------- | ------------------- | ------------------------ | ------- | ------- |
| Gimnasia y Esgrima (C) | -         | Sportivo Belgrano   | José María Paz           |         |         |
| Juventud Antoniana     | -         | Independiente (C)   | Padre Ernesto Martearena |         |         |
| Sarmiento (LB)         | -         | Atlético de Rafaela | Ciudad de La Banda       |         |         |
| 9 de Julio (R)         | -         | Douglas Haig        | Germán Solterman         |         |         |
| Libre: San Martín (F)  |           |                     |                          |         |         |

## Reválida

### Primera etapa

#### Zona A

##### Tabla de posiciones
| Pos. | Equipo                       | Pts. | PJ | PG | PE | PP | GF | GC | Dif. |
| ---- | ---------------------------- | ---- | -- | -- | -- | -- | -- | -- | ---- |
| 1.º  | San Martín (SM)              | 11   | 5  | 3  | 2  | 0  | 7  | 3  | 4    |
| 2.º  | Germinal                     | 10   | 5  | 3  | 1  | 1  | 4  | 3  | 1    |
| 3.º  | Juventud Unida Universitario | 9    | 5  | 2  | 3  | 0  | 5  | 0  | 5    |
| 4.º  | Huracán Las Heras            | 9    | 5  | 3  | 0  | 2  | 5  | 4  | 1    |
| 5.º  | Guillermo Brown              | 8    | 5  | 2  | 2  | 1  | 4  | 2  | 2    |
| 6.º  | Ramón Santamarina            | 7    | 5  | 2  | 1  | 2  | 5  | 3  | 2    |
| 7.º  | Círculo Deportivo            | 6    | 5  | 1  | 3  | 1  | 1  | 1  | 0    |
| 8.º  | Sol de Mayo (V)              | 6    | 5  | 2  | 0  | 3  | 7  | 9  | −2   |
| 9.º  | Sportivo Estudiantes (SL)    | 2    | 5  | 0  | 2  | 3  | 1  | 4  | −3   |
| 10.º | Gutiérrez                    | 0    | 5  | 0  | 0  | 5  | 1  | 11 | −10  |

|  | Los equipos que ocupen estas posiciones al finalizar la disputa clasificarán a la Segunda etapa. |

|  |

###### Evolución de las posiciones
| Equipo / Fecha               | 1   | 2    | 3    | 4    | 5    | 6 | 7 | 8 | 9 |
| ---------------------------- | --- | ---- | ---- | ---- | ---- | - | - | - | - |
| Círculo Deportivo            | 4.º | 3.º  | 5.º  | 5.º  | 7.º  |   |   |   |   |
| Germinal                     | 9.º | 7.º  | 4.º  | 4.º  | 2.º  |   |   |   |   |
| Guillermo Brown              | 1.º | 4.º  | 3.º  | 3.º  | 5.º  |   |   |   |   |
| Gutiérrez                    | 8.º | 10.º | 10.º | 10.º | 10.º |   |   |   |   |
| Huracán Las Heras            | 3.º | 5.º  | 7.º  | 7.º  | 4.º  |   |   |   |   |
| Juventud Unida Universitario | 4.º | 2.º  | 1.º  | 2.º  | 3.º  |   |   |   |   |
| Ramón Santamarina            | 4.º | 9.º  | 6.º  | 8.º  | 6.º  |   |   |   |   |
| San Martín (SM)              | 1.º | 1.º  | 2.º  | 1.º  | 1.º  |   |   |   |   |
| Sol de Mayo (V)              | 9.º | 6.º  | 8.º  | 6.º  | 8.º  |   |   |   |   |
| Sportivo Estudiantes (SL)    | 4.º | 8.º  | 9.º  | 9.º  | 9.º  |   |   |   |   |

|  |

##### Resultados
| Fecha 1           | Fecha 1   | Fecha 1                      | Fecha 1                       | Fecha 1     | Fecha 1 |
| Local             | Resultado | Visitante                    | Estadio                       | Fecha       | Hora    |
| ----------------- | --------- | ---------------------------- | ----------------------------- | ----------- | ------- |
| Ramón Santamarina | 0 - 0     | Juventud Unida Universitario | Municipal General San Martín  | 20 de julio | 11:00   |
| Círculo Deportivo | 0 - 0     | Sportivo Estudiantes (SL)    | Guillermo Trama               | 20 de julio | 15:00   |
| Guillermo Brown   | 2 - 0     | Sol de Mayo (V)              | Raúl Conti                    | 20 de julio | 15:00   |
| San Martín (SM)   | 2 - 0     | Germinal                     | Libertador General San Martín | 20 de julio | 15:30   |
| Huracán Las Heras | 1 - 0     | Gutiérrez                    | General San Martín            | 20 de julio | 16:00   |

| Fecha 2                   | Fecha 2   | Fecha 2                      | Fecha 2                       | Fecha 2     | Fecha 2 |
| Local                     | Resultado | Visitante                    | Estadio                       | Fecha       | Hora    |
| ------------------------- | --------- | ---------------------------- | ----------------------------- | ----------- | ------- |
| Círculo Deportivo         | 1 - 0     | Ramón Santamarina            | Guillermo Trama               | 26 de julio | 15:00   |
| Gutiérrez                 | 0 - 2     | Juventud Unida Universitario | General Gutiérrez             | 26 de julio | 15:00   |
| Sol de Mayo (V)           | 2 - 1     | Huracán Las Heras            | Sol de Mayo                   | 27 de julio | 15:00   |
| Germinal                  | 1 - 0     | Guillermo Brown              | El Fortín (R)                 | 27 de julio | 15:00   |
| Sportivo Estudiantes (SL) | 1 - 2     | San Martín (SM)              | Héctor Odicino y Pedro Benoza | 27 de julio | 15:00   |

| Fecha 3                      | Fecha 3   | Fecha 3                   | Fecha 3                       | Fecha 3     | Fecha 3 |
| Local                        | Resultado | Visitante                 | Estadio                       | Fecha       | Hora    |
| ---------------------------- | --------- | ------------------------- | ----------------------------- | ----------- | ------- |
| Ramón Santamarina            | 2 - 0     | Gutiérrez                 | Municipal General San Martín  | 2 de agosto | 15:15   |
| Guillermo Brown              | 1 - 0     | Sportivo Estudiantes (SL) | Raúl Conti                    | 3 de agosto | 14:00   |
| Juventud Unida Universitario | 3 - 0     | Sol de Mayo (V)           | Mario Sebastián Diez          | 3 de agosto | 15:15   |
| Huracán Las Heras            | 1 - 2     | Germinal                  | General San Martín            | 3 de agosto | 15:30   |
| San Martín (SM)              | 0 - 0     | Círculo Deportivo         | Libertador General San Martín | 3 de agosto | 16:00   |

| Fecha 4                   | Fecha 4   | Fecha 4                      | Fecha 4                       | Fecha 4      | Fecha 4 |
| Local                     | Resultado | Visitante                    | Estadio                       | Fecha        | Hora    |
| ------------------------- | --------- | ---------------------------- | ----------------------------- | ------------ | ------- |
| Sol de Mayo (V)           | 5 - 1     | Gutiérrez                    | Sol de Mayo                   | 9 de agosto  | 15:00   |
| Germinal                  | 0 - 0     | Juventud Unida Universitario | El Fortín (R)                 | 10 de agosto | 15:00   |
| Círculo Deportivo         | 0 - 0     | Guillermo Brown              | Guillermo Trama               | 10 de agosto | 15:00   |
| San Martín (SM)           | 2 - 1     | Ramón Santamarina            | Libertador General San Martín | 10 de agosto | 16:00   |
| Sportivo Estudiantes (SL) | 0 - 1     | Huracán Las Heras            | Héctor Odicino y Pedro Benoza | 10 de agosto | 17:00   |

| Fecha 5                      | Fecha 5   | Fecha 5                   | Fecha 5                      | Fecha 5      | Fecha 5 |
| Local                        | Resultado | Visitante                 | Estadio                      | Fecha        | Hora    |
| ---------------------------- | --------- | ------------------------- | ---------------------------- | ------------ | ------- |
| Gutiérrez                    | 0 - 1     | Germinal                  | General Gutiérrez            | 16 de agosto | 15:00   |
| Ramón Santamarina            | 2 - 0     | Sol de Mayo (V)           | Municipal General San Martín | 16 de agosto | 16:00   |
| Guillermo Brown              | 1 - 1     | San Martín (SM)           | Raúl Conti                   | 17 de agosto | 15:15   |
| Juventud Unida Universitario | 0 - 0     | Sportivo Estudiantes (SL) | Mario Sebastián Diez         | 17 de agosto | 15:30   |
| Huracán Las Heras            | 1 - 0     | Círculo Deportivo         | General San Martín           | 17 de agosto | 15:30   |

| Fecha 6                   | Fecha 6   | Fecha 6                      | Fecha 6                       | Fecha 6 | Fecha 6 |
| Local                     | Resultado | Visitante                    | Estadio                       | Fecha   | Hora    |
| ------------------------- | --------- | ---------------------------- | ----------------------------- | ------- | ------- |
| Germinal                  | -         | Sol de Mayo (V)              | El Fortín (R)                 |         |         |
| Sportivo Estudiantes (SL) | -         | Gutiérrez                    | Héctor Odicino y Pedro Benoza |         |         |
| Círculo Deportivo         | -         | Juventud Unida Universitario | Guillermo Trama               |         |         |
| San Martín (SM)           | -         | Huracán Las Heras            | Libertador General San Martín |         |         |
| Guillermo Brown           | -         | Ramón Santamarina            | Guillermo Trama               |         |         |

| Fecha 7                      | Fecha 7   | Fecha 7                   | Fecha 7                      | Fecha 7 | Fecha 7 |
| Local                        | Resultado | Visitante                 | Estadio                      | Fecha   | Hora    |
| ---------------------------- | --------- | ------------------------- | ---------------------------- | ------- | ------- |
| Huracán Las Heras            | -         | Guillermo Brown           | General San Martín           |         |         |
| Juventud Unida Universitario | -         | San Martín (SM)           | Mario Sebastián Diez         |         |         |
| Gutiérrez                    | -         | Círculo Deportivo         | General Gutiérrez            |         |         |
| Sol de Mayo (V)              | -         | Sportivo Estudiantes (SL) | Sol de Mayo                  |         |         |
| Ramón Santamarina            | -         | Germinal                  | Municipal General San Martín |         |         |

| Fecha 8                   | Fecha 8   | Fecha 8                      | Fecha 8 | Fecha 8 | Fecha 8 |
| Local                     | Resultado | Visitante                    | Estadio | Fecha   | Hora    |
| ------------------------- | --------- | ---------------------------- | ------- | ------- | ------- |
| Sportivo Estudiantes (SL) | -         | Germinal                     |         |         |         |
| Círculo Deportivo         | -         | Sol de Mayo (V)              |         |         |         |
| San Martín (SM)           | -         | Gutiérrez                    |         |         |         |
| Guillermo Brown           | -         | Juventud Unida Universitario |         |         |         |
| Huracán Las Heras         | -         | Ramón Santamarina            |         |         |         |

| Fecha 9                      | Fecha 9   | Fecha 9                   | Fecha 9 | Fecha 9 | Fecha 9 |
| Local                        | Resultado | Visitante                 | Estadio | Fecha   | Hora    |
| ---------------------------- | --------- | ------------------------- | ------- | ------- | ------- |
| Juventud Unida Universitario | -         | Huracán Las Heras         |         |         |         |
| Gutiérrez                    | -         | Guillermo Brown           |         |         |         |
| Sol de Mayo (V)              | -         | San Martín (SM)           |         |         |         |
| Germinal                     | -         | Círculo Deportivo         |         |         |         |
| Ramón Santamarina            | -         | Sportivo Estudiantes (SL) |         |         |         |

#### Zona B

##### Tabla de posiciones
| Pos. | Equipo                      | Pts. | PJ | PG | PE | PP | GF | GC | Dif. |
| ---- | --------------------------- | ---- | -- | -- | -- | -- | -- | -- | ---- |
| 1.º  | Boca Unidos                 | 12   | 5  | 4  | 0  | 1  | 9  | 1  | 8    |
| 2.º  | Sportivo Las Parejas        | 10   | 5  | 3  | 1  | 1  | 5  | 3  | 2    |
| 3.º  | Sarmiento (R)               | 9    | 5  | 3  | 0  | 2  | 6  | 5  | 1    |
| 4.º  | El Linqueño                 | 8    | 5  | 2  | 2  | 1  | 4  | 2  | 2    |
| 5.º  | Bartolomé Mitre (P)         | 7    | 5  | 2  | 1  | 2  | 3  | 3  | 0    |
| 6.º  | Ben Hur                     | 7    | 5  | 2  | 1  | 2  | 4  | 6  | −2   |
| 7.º  | Defensores de Belgrano (VR) | 5    | 5  | 1  | 2  | 2  | 4  | 6  | −2   |
| 8.º  | Gimnasia y Esgrima (CdU)    | 5    | 5  | 1  | 2  | 2  | 3  | 6  | −3   |
| 9.º  | Sol de América (F)          | 4    | 5  | 1  | 1  | 3  | 3  | 5  | −2   |
| 10.º | Crucero del Norte           | 2    | 5  | 0  | 2  | 3  | 4  | 9  | −5   |

|  | Los equipos que ocupen estas posiciones al finalizar la disputa clasificarán a la Segunda etapa. |

|  |

###### Evolución de las posiciones
| Equipo / Fecha              | 1    | 2    | 3    | 4    | 5    | 6 | 7 | 8 | 9 |
| --------------------------- | ---- | ---- | ---- | ---- | ---- | - | - | - | - |
| Bartolomé Mitre (P)         | 6.º  | 3.º  | 2.º  | 5.º  | 5.°  |   |   |   |   |
| Ben Hur                     | 4.º  | 9.º  | 6.º  | 7.º  | 6.º  |   |   |   |   |
| Boca Unidos                 | 1.º  | 1.º  | 1.º  | 1.º  | 1.°  |   |   |   |   |
| Crucero del Norte           | 6.º  | 7.º  | 8.º  | 9.º  | 10.° |   |   |   |   |
| Defensores de Belgrano (VR) | 4.º  | 7.º  | 8.º  | 6.º  | 7.°  |   |   |   |   |
| El Linqueño                 | 2.º  | 2.º  | 5.º  | 4.º  | 4.°  |   |   |   |   |
| Gimnasia y Esgrima (CdU)    | 10.º | 10.º | 10.º | 10.º | 8.°  |   |   |   |   |
| Sarmiento (R)               | 3.º  | 5.º  | 4.º  | 2.º  | 3.°  |   |   |   |   |
| Sol de América (F)          | 8.º  | 4.º  | 7.º  | 8.º  | 9.°  |   |   |   |   |
| Sportivo Las Parejas        | 9.º  | 6.º  | 3.º  | 3.º  | 2.°  |   |   |   |   |

|  |

##### Resultados
| Fecha 1                     | Fecha 1   | Fecha 1           | Fecha 1              | Fecha 1     | Fecha 1 |
| Local                       | Resultado | Visitante         | Estadio              | Fecha       | Hora    |
| --------------------------- | --------- | ----------------- | -------------------- | ----------- | ------- |
| Sportivo Las Parejas        | 0 - 2     | El Linqueño       | 4 de Septiembre      | 19 de julio | 15:30   |
| Sol de América (F)          | 0 - 1     | Sarmiento (R)     | Sol de América       | 20 de julio | 15:30   |
| Defensores de Belgrano (VR) | 1 - 1     | Ben Hur           | Salomón Boeseldin    | 20 de julio | 15:30   |
| Bartolomé Mitre (P)         | 0 - 0     | Crucero del Norte | Ernesto Cucchiaroni  | 20 de julio | 15:30   |
| Gimnasia y Esgrima (CdU)    | 0 - 3     | Boca Unidos       | Manuel y Ramón Núñez | 20 de julio | 15:30   |

| Fecha 2             | Fecha 2   | Fecha 2                     | Fecha 2                     | Fecha 2     | Fecha 2 |
| Local               | Resultado | Visitante                   | Estadio                     | Fecha       | Hora    |
| ------------------- | --------- | --------------------------- | --------------------------- | ----------- | ------- |
| Crucero del Norte   | 2 - 3     | Sol de América (F)          | Comandante Andrés Guacurarí | 26 de julio | 15:30   |
| Sarmiento (R)       | 1 - 2     | Sportivo Las Parejas        | Centenario                  | 26 de julio | 15:30   |
| Bartolomé Mitre (P) | 2 - 1     | Defensores de Belgrano (VR) | Ernesto Cucchiaroni         | 27 de julio | 15:30   |
| Boca Unidos         | 3 - 0     | Ben Hur                     | Leoncio Benítez             | 27 de julio | 15:30   |
| El Linqueño         | 0 - 0     | Gimnasia y Esgrima (CdU)    | Leonardo Costa              | 28 de julio | 15:30   |

| Fecha 3                     | Fecha 3   | Fecha 3             | Fecha 3              | Fecha 3     | Fecha 3 |
| Local                       | Resultado | Visitante           | Estadio              | Fecha       | Hora    |
| --------------------------- | --------- | ------------------- | -------------------- | ----------- | ------- |
| Sportivo Las Parejas        | 2 - 0     | Crucero del Norte   | 4 de Septiembre      | 2 de agosto | 16:00   |
| Defensores de Belgrano (VR) | 0 - 2     | Boca Unidos         | Salomón Boeseldin    | 3 de agosto | 15:30   |
| Ben Hur                     | 1 - 0     | El Linqueño         | Néstor Zenklusen     | 3 de agosto | 15:30   |
| Gimnasia y Esgrima (CdU)    | 1 - 2     | Sarmiento (R)       | Manuel y Ramón Núñez | 3 de agosto | 15:30   |
| Sol de América (F)          | 0 - 1     | Bartolomé Mitre (P) | Sol de América       | 3 de agosto | 15:30   |

| Fecha 4             | Fecha 4   | Fecha 4                     | Fecha 4                     | Fecha 4      | Fecha 4 |
| Local               | Resultado | Visitante                   | Estadio                     | Fecha        | Hora    |
| ------------------- | --------- | --------------------------- | --------------------------- | ------------ | ------- |
| Crucero del Norte   | 1 - 1     | Gimnasia y Esgrima (CdU)    | Comandante Andrés Guacurarí | 9 de agosto  | 15:30   |
| Sol de América (F)  | 0 - 1     | Defensores de Belgrano (VR) | Sol de América              | 9 de agosto  | 16:00   |
| Sarmiento (R)       | 2 - 1     | Ben Hur                     | Centenario                  | 9 de agosto  | 20:30   |
| Bartolomé Mitre (P) | 0 - 1     | Sportivo Las Parejas        | Ernesto Cucchiaroni         | 10 de agosto | 15:30   |
| El Linqueño         | 1 - 0     | Boca Unidos                 | Leonardo Costa              | 10 de agosto | 15:30   |

| Fecha 5                     | Fecha 5   | Fecha 5             | Fecha 5              | Fecha 5      | Fecha 5 |
| Local                       | Resultado | Visitante           | Estadio              | Fecha        | Hora    |
| --------------------------- | --------- | ------------------- | -------------------- | ------------ | ------- |
| Defensores de Belgrano (VR) | 1 - 1     | El Linqueño         | Salomón Boeseldin    | 16 de agosto | 15:30   |
| Boca Unidos                 | 1 - 0     | Sarmiento (R)       | Leoncio Benítez      | 16 de agosto | 15:30   |
| Gimnasia y Esgrima (CdU)    | 1 - 0     | Bartolomé Mitre (P) | Manuel y Ramón Núñez | 17 de agosto | 16:00   |
| Sportivo Las Parejas        | 0 - 0     | Sol de América (F)  | 4 de Septiembre      | 17 de agosto | 16:00   |
| Ben Hur                     | 3 - 1     | Crucero del Norte   | Néstor Zenklusen     | 17 de agosto | 17:00   |

| Fecha 6              | Fecha 6   | Fecha 6                     | Fecha 6                     | Fecha 6 | Fecha 6 |
| Local                | Resultado | Visitante                   | Estadio                     | Fecha   | Hora    |
| -------------------- | --------- | --------------------------- | --------------------------- | ------- | ------- |
| Sportivo Las Parejas | -         | Defensores de Belgrano (VR) | 4 de Septiembre             |         |         |
| Sol de América (F)   | -         | Gimnasia y Esgrima (CdU)    | Sol de América              |         |         |
| Bartolomé Mitre (P)  | -         | Ben Hur                     | Ernesto Cucchiaroni         |         |         |
| Crucero del Norte    | -         | Boca Unidos                 | Comandante Andrés Guacurarí |         |         |
| Sarmiento (R)        | -         | El Linqueño                 | Centenario                  |         |         |

| Fecha 7                     | Fecha 7   | Fecha 7              | Fecha 7              | Fecha 7 | Fecha 7 |
| Local                       | Resultado | Visitante            | Estadio              | Fecha   | Hora    |
| --------------------------- | --------- | -------------------- | -------------------- | ------- | ------- |
| Defensores de Belgrano (VR) | -         | Sarmiento (R)        | Salomón Boeseldin    |         |         |
| El Linqueño                 | -         | Crucero del Norte    | Leonardo Costa       |         |         |
| Boca Unidos                 | -         | Bartolomé Mitre (P)  | Leoncio Benítez      |         |         |
| Ben Hur                     | -         | Sol de América (F)   | Néstor Zenklusen     |         |         |
| Gimnasia y Esgrima (CdU)    | -         | Sportivo Las Parejas | Manuel y Ramón Núñez |         |         |

| Fecha 8                  | Fecha 8   | Fecha 8                     | Fecha 8 | Fecha 8 | Fecha 8 |
| Local                    | Resultado | Visitante                   | Estadio | Fecha   | Hora    |
| ------------------------ | --------- | --------------------------- | ------- | ------- | ------- |
| Gimnasia y Esgrima (CdU) | -         | Defensores de Belgrano (VR) |         |         |         |
| Sportivo Las Parejas     | -         | Ben Hur                     |         |         |         |
| Sol de América (F)       | -         | Boca Unidos                 |         |         |         |
| Bartolomé Mitre (P)      | -         | El Linqueño                 |         |         |         |
| Crucero del Norte        | -         | Sarmiento (R)               |         |         |         |

| Fecha 9                     | Fecha 9   | Fecha 9                  | Fecha 9 | Fecha 9 | Fecha 9 |
| Local                       | Resultado | Visitante                | Estadio | Fecha   | Hora    |
| --------------------------- | --------- | ------------------------ | ------- | ------- | ------- |
| Defensores de Belgrano (VR) | -         | Crucero del Norte        |         |         |         |
| Sarmiento (R)               | -         | Bartolomé Mitre (P)      |         |         |         |
| El Linqueño                 | -         | Sol de América (F)       |         |         |         |
| Boca Unidos                 | -         | Sportivo Las Parejas     |         |         |         |
| Ben Hur                     | -         | Gimnasia y Esgrima (CdU) |         |         |         |

## Régimen de descenso
Con el fin de determinar los descensos, se confecciona una tabla general de posiciones para cada una de las zonas de la Primera ronda de la Reválida, promediando por partidos jugados la suma de los puntos que se obtengan en esta con los conseguidos en la Primera fase. Los dos últimos de cada zona descenderán al Torneo Regional Federal Amateur.

### Zona A

#### Tabla de posiciones
| Pos. | Equipo                       | 1.ª F. | 1.ª R. | Ptos. | PJ | Prom. |
| ---- | ---------------------------- | ------ | ------ | ----- | -- | ----- |
| 1.º  | San Martín (SM)              | 21     | 11     | 32    | 21 | 1,523 |
| 2.º  | Huracán Las Heras            | 21     | 9      | 30    | 21 | 1,428 |
| 3.º  | Juventud Unida Universitario | 20     | 9      | 29    | 21 | 1,380 |
| 4.º  | Círculo Deportivo            | 23     | 6      | 29    | 23 | 1,260 |
| 4.º  | Guillermo Brown              | 21     | 8      | 29    | 23 | 1,260 |
| 6.º  | Ramón Santamarina            | 20     | 7      | 27    | 23 | 1,173 |
| 7.º  | Germinal                     | 16     | 10     | 26    | 23 | 1,130 |
| 8.º  | Sol de Mayo (V)              | 17     | 6      | 23    | 23 | 1,000 |
| 9.º  | Sportivo Estudiantes (SL)    | 18     | 2      | 20    | 21 | 0,952 |
| 10.º | Gutiérrez                    | 8      | 0      | 8     | 21 | 0,380 |

|  | Los equipos que ocupen estas posiciones al finalizar la disputa descenderán al Torneo Regional Federal Amateur. |

### Zona B

#### Tabla de posiciones
| Pos. | Equipo                      | 1.ª F. | 1.ª R. | Ptos. | PJ | Prom. |
| ---- | --------------------------- | ------ | ------ | ----- | -- | ----- |
| 1º   | Sportivo Las Parejas        | 22     | 10     | 32    | 23 | 1,391 |
| 2.º  | Bartolomé Mitre (P)         | 21     | 7      | 28    | 21 | 1,333 |
| 3.º  | Sarmiento (R)               | 18     | 9      | 27    | 21 | 1,285 |
| 4.º  | El Linqueño                 | 19     | 8      | 27    | 23 | 1,173 |
| 5.º  | Sol de América (F)          | 20     | 4      | 24    | 21 | 1,142 |
| 5.º  | Boca Unidos                 | 12     | 12     | 24    | 21 | 1,142 |
| 7.º  | Ben Hur                     | 18     | 7      | 25    | 23 | 1,086 |
| 7.º  | Defensores de Belgrano (VR) | 20     | 5      | 25    | 23 | 1,086 |
| 7.º  | Gimnasia y Esgrima (CdU)    | 20     | 5      | 25    | 23 | 1,086 |
| 10.º | Crucero del Norte           | 10     | 2      | 12    | 21 | 0,571 |

|  | Los equipos que ocupen estas posiciones al finalizar la disputa descenderán al Torneo Regional Federal Amateur. |

## Goleadores
| Jugador             | Equipo                 | Goles |
| ------------------- | ---------------------- | ----- |
| Cristian Ibarra     | Cipolletti             | 11    |
| Martín Schlotthauer | Independiente (C)      | 9     |
| Germán Sosa         | Gimnasia y Esgrima (C) | 9     |
| Matías Vicedo       | San Martín (F)         | 9     |
| Lucas Albertengo    | Atlético de Rafaela    | 8     |
| Khalil Caraballo    | Ciudad de Bolívar      | 8     |
| Imanol Iriberri     | Círculo Deportivo      | 8     |